# Nizza Monferrato
Nizza Monferrato (IPA: [ˈnitʦa monferˈraːto], Nissa Monfrà o Nissa dla Paja in piemontese) è un comune italiano di 10 082 abitanti della provincia di Asti, in Piemonte.
Posta tra le città di Alba, Asti e Alessandria, è un importante centro agricolo e commerciale che si trova nel cuore del Monferrato, uno dei luoghi italiani di produzione vinicola più noti al mondo, soprattutto per quel che riguarda i vini rossi e gli spumanti. Patrimonio dell'umanità UNESCO per i suoi beni paesaggistici e per il vino Barbera, dopo il capoluogo è insieme a Canelli il centro più importante della provincia e della Valle Belbo.

## Geografia fisica

### Territorio
Nizza Monferrato si trova nel territorio dell'alto Monferrato, a sud della provincia, non molto lontana dal confine con quella di Alessandria, distante circa 30 km a sud-est del capoluogo astigiano; è prevalentemente pianeggiante e si estende su una superficie di poco più di 30 km², a un'altezza media di 138 m s.l.m.
Sorge nella Valle Belbo, in una zona ricca di vigneti, i quali alimentano un'importante produzione vinicola.
Viene attraversata dal torrente Belbo e dal suo tributario Nizza. La zona attorno alla città è denominata il Nicese.
- Classificazione sismica: zona 4 (sismicità irrilevante), Ordinanza PCM n. 3274 del 20/03/2003, aggiornato al 16/01/2006.[7]

### Clima
Nizza Monferrato è caratterizzata da un clima tipicamente padano, con inverni freddi e nebbiosi ed estati calde e afose. Le piogge solitamente non sono molto abbondanti, infatti stanno sotto la media nazionale e cadono prevalentemente in autunno e in primavera; tuttavia la città è stata svariate volte alluvionata per via delle improvvise piene dei torrenti Belbo e Nizza.
- Classificazione climatica: E (i gradi giorno della città sono 2.524, e il limite massimo consentito per l'accensione dei riscaldamenti è di 14 ore giornaliere, dal 15 ottobre al 15 aprile), Decreto D.P.R. n. 412 del 26 agosto 1993[7].

In base alla media trentennale di riferimento 1961-1990, la temperatura media del mese più freddo, gennaio, si attesta a +0,7 °C; quella del mese più caldo, luglio, è di +23,7 °C.
| Nizza Monferrato   | Mesi | Mesi | Mesi | Mesi | Mesi | Mesi | Mesi | Mesi | Mesi | Mesi | Mesi | Mesi | Stagioni | Stagioni | Stagioni | Stagioni | Anno |
| Nizza Monferrato   | Gen  | Feb  | Mar  | Apr  | Mag  | Giu  | Lug  | Ago  | Set  | Ott  | Nov  | Dic  | Inv      | Pri      | Est      | Aut      | Anno |
| ------------------ | ---- | ---- | ---- | ---- | ---- | ---- | ---- | ---- | ---- | ---- | ---- | ---- | -------- | -------- | -------- | -------- | ---- |
| T. max. media (°C) | 5,2  | 6,9  | 12,1 | 17,0 | 21,8 | 26,2 | 29,3 | 28,6 | 23,6 | 16,7 | 10,3 | 6,1  | 6,1      | 17,0     | 28,0     | 16,9     | 17,0 |
| T. min. media (°C) | −1,8 | −0,7 | 3,5  | 8,2  | 12,3 | 15,8 | 18,1 | 17,2 | 13,6 | 8,6  | 4,4  | 0,4  | −0,7     | 8,0      | 17,0     | 8,9      | 8,3  |

## Origini del nome
Dal XVI secolo Nizza viene citata come Nicea Palearum o della Paglia, per via dei tetti delle case che anticamente venivano costruiti con paglia intrecciata ed erbe, presenti nei terreni paludosi del luogo d'origine, alla confluenza dei torrenti Nizza e Belbo. Oggi è ancora chiamata popolarmente in piemontese Nissa dla Paja. In alcune abitazioni antiche, infatti, si possono tuttora trovare controsoffitti fatti in quel modo.
Il toponimo "Nizza" potrebbe derivare da un'antica proprietaria del luogo chiamata Nice o Nicia in onore della dea greca Nike, anche se l'origine del nome è ancora incerta.

## Storia

### Prime fonti storiche e fondazione
Le prime fonti storiche di Nizza Monferrato risalgono a un atto pubblico del 1021, in cui viene definita villa curte Nicia. Tuttavia viene comunemente considerato come data di fondazione l'anno 1225: la città sarebbe sorta grazie all'unione degli abitanti di sette castelli distrutti dagli Alessandrini nella contesa con gli Astesi. Una narrazione più fantasiosa racconta della ribellione dei terrazzani contro i signori del luogo, che esigevano lo "Ius primae noctis" (diritto della prima notte) sulle fanciulle locali.
Sorse attorno all'antica abbazia di San Giovanni in Lanero.

### Dal Medioevo all'Età Moderna: i continui assedi
Il territorio di Nizza nel 1227 viene spartito tra le due città in lotta di Asti e Alessandria e si crea una "villanova" tra il torrente Nizza e il Belbo. Nel 1230 la città è sotto la protezione di Alessandria e rimane comune fino al 1264, anno in cui diventa dominio del marchese Guglielmo VII di Monferrato, al quale si ribellerà unitamente ad Alessandria e Asti nel 1290.
Nella sua storia la città venne costantemente assediata e occupata, a partire dal 1268, da parte delle truppe di Carlo I d'Angiò, alle quali resistette per quaranta giorni. Con alterne fortune, fino al XV secolo, passò di mano in mano più volte: sotto il controllo del marchese Manfredo di Saluzzo prima, di Carlo II re di Napoli poi (nel 1306) e infine del marchese Teodoro Paleologo. Successivamente, nel 1391, fu devastata dalle milizie del conte d'Armagnac.
Nel 1495 vi soggiornò il re di Francia Carlo VIII, nel convento di San Francesco, e si narra che offrì un'ingente somma di denaro necessaria per la costruzione del campanile in cambio di un dipinto rappresentante l'Assunta.
Nel XVI secolo la città acquista una tale fama da venire citata dal pontefice Clemente VII in un suo breve scritto e definita oppidum. Proprio da quel secolo Nizza viene citata come Nicea Palearum, nome che la tradizione riferisce alla consuetudine di coprire le case con steli erbacei essiccati.
Nizza e il suo territorio, ricco di prodotti pregiati quali cereali, lino, canapa, zafferano e non ultime le uve pregiate, passò ai Gonzaga desiderosi di impossessarsi delle sue risorse. La coltivazione del gelso, l'allevamento del baco da seta e la filatura dei bozzoli completavano un ottimo panorama economico.

Dopo un periodo molto fiorente, dai primi anni del seicento venne travolta da innumerevoli e gravi problemi. Nel 1613 la città, governata dal cardinale Ferdinando Gonzaga, alleato con gli Spagnoli, si libera con strenua resistenza dalle truppe di Carlo Emanuele I, duca di Savoia e, come voto di ringraziamento, viene istituita una processione nel giorno di San Carlo Borromeo, oggi patrono della città. Lo storico Alberto Migliardi riporta il famoso episodio del miracolo della lampada:
(Alberto Migliardi, Vicende storiche di Nizza Monferrato, 1925)
La città viene successivamente contesa tra il già citato Carlo Emanuele, questa volta alleato con gli Spagnoli e il duca di Nevers Carlo I, successore dei Gonzaga nella signoria del Monferrato: dopo l'assedio del 1625, a quello del 1628 da parte del duca sabaudo la città capitola e viene successivamente riconquistata dai francesi nel 1629. Nel 1630 venne messa in ginocchio da carestie e pestilenze, mentre l'anno dopo, firmata la pace di Cherasco, Nizza viene assegnata a Carlo I duca di Mantova. A partire dal 1637 vivrà un periodo di continue lotte per la sua conquista da parte di Spagnoli e Francesi, che la sottoporranno a numerosi saccheggi e alla distruzione della propria fortezza, di cui ancora oggi rimangono visibili alcuni resti. Nel 1647 la città venne rasa al suolo e le sue mura abbattute dagli aragonesi.
nel periodo della Guerra di successione spagnola, Nizza si trovò a subire gli attacchi degli eserciti sabaudi e Francesi, allo scopo di contendersi il Monferrato. Nizza riuscì a tenersi protetta dalle buone fortificazioni costruite dal duca di Mantova, e loro duca del Monferrato Ferdinando Carlo Gonzaga, dove chiese alla città di dare il proprio contributo finanziario alla Guerra contro i Piemontesi, contributo che con fatica la cittadinanza di Nizza riuscì a donare. Così nel luglio del 1704 il duca Ferdinando Carlo Gonzaga per ricompansare il generoso gesto di Nizza, decise di conferire a Nizza il titolo di Città.
Il territorio del Monferrato venne coinvolto nella guerra tra Austria e Francia, e i nicesi poterono ritenersi liberi dalle occupazioni straniere solo grazie al definitivo passaggio della città nelle mani dei Savoia nel 1708 (con una breve interruzione solo durante l'occupazione Napoleonica), che si trovarono a gestire Nizza da poco riconosciuta città ducale (con decreto del 1703).
La situazione economica resa precaria dai continui conflitti iniziò a migliorare solo verso la fine del Settecento, con il rifiorire dell'industria della seta; nel suo territorio si insediarono nove filande che diedero lavoro e benessere alla comunità.
Con lettere patenti datate 3 giugno 1785 re Vittorio Amedeo III concesse la città di Nizza in appannaggio al figlio Maurizio Giuseppe, duca di Monferrato, investendolo del titolo di principe di Nizza.
Il vento rivoluzionario giunto nel 1789 dalla Francia non attecchì nella città, dove al grido di "Viva il re, viva i Savoia" i controrivoluzionari cacciarono via a randellate gli insorti dei paesi vicini.

### Dal XIX secolo ai giorni nostri
Dopo che, con il Congresso di Vienna, la monarchia sabauda venne ripristinata, la città poté riprendere il suo sviluppo, anche grazie alla nomina a sindaco del cavaliere Pio Corsi di Bosnasco. Il cavaliere modificò strutturalmente la città, fece illuminare le vie pubbliche con lampade a olio, fece ripristinare la rete stradale urbana, fece realizzare il primo sistema fognario e incentivò il commercio. Grazie alla sua attenta amministrazione Pio Corsi riuscì a riportare la città al benessere di un tempo.
Il XIX fu un secolo ricco di personaggi di grande spessore; per citarne alcuni, Vittorio Buccelli e Bartolomeo Bona, che a livello nazionale ricoprirono importanti incarichi politici, Gian Felice Gino, pioniere dell'aviazione e Francesco Cirio, il "re" delle conserve che, geniale industriale del settore alimentare, fece conoscere Nizza e i suoi prodotti a tutto il mondo grazie all'azienda che porta tuttora il suo nome e che ancora oggi è leader del settore.
Nizza fu capitale della Repubblica partigiana dell'Alto Monferrato nel 1944.
Nell'autunno del 1968 la città venne interamente sommersa da una grossa piena del torrente Belbo e del suo tributario Nizza, cosa che miracolosamente non avvenne per l'alluvione del Tanaro del novembre 1994, quando ci furono solo alcuni danni alle strade adiacenti e allagamenti a scantinati.
Nel 2014 Nizza è entrata a fare parte del patrimonio mondiale dell'umanità dell'UNESCO, essendo compresa nel paesaggio vitivinicolo del Piemonte: Langhe, Roero e Monferrato.

### Simboli
Secondo la tradizione, il simbolo di un leone che difende la croce riportato nello stemma comunale, venne adottato dopo il 1613, quando i nicesi fecero voto al patrono san Carlo Borromeo affinché li aiutasse nella difesa della loro città attaccata dalle armate nemiche dei Savoia.
Il gonfalone è un drappo di rosso porpora.

### Onorificenze
Nizza Monferrato è tra le città decorate al valor militare per la guerra di liberazione, insignita della medaglia d'argento al valor militare per i sacrifici delle sue popolazioni e per l'attività nella lotta partigiana durante la seconda guerra mondiale:

## Monumenti e luoghi d'interesse

### Architetture religiose

#### Chiese

##### Chiesa di San Giovanni in Lanero

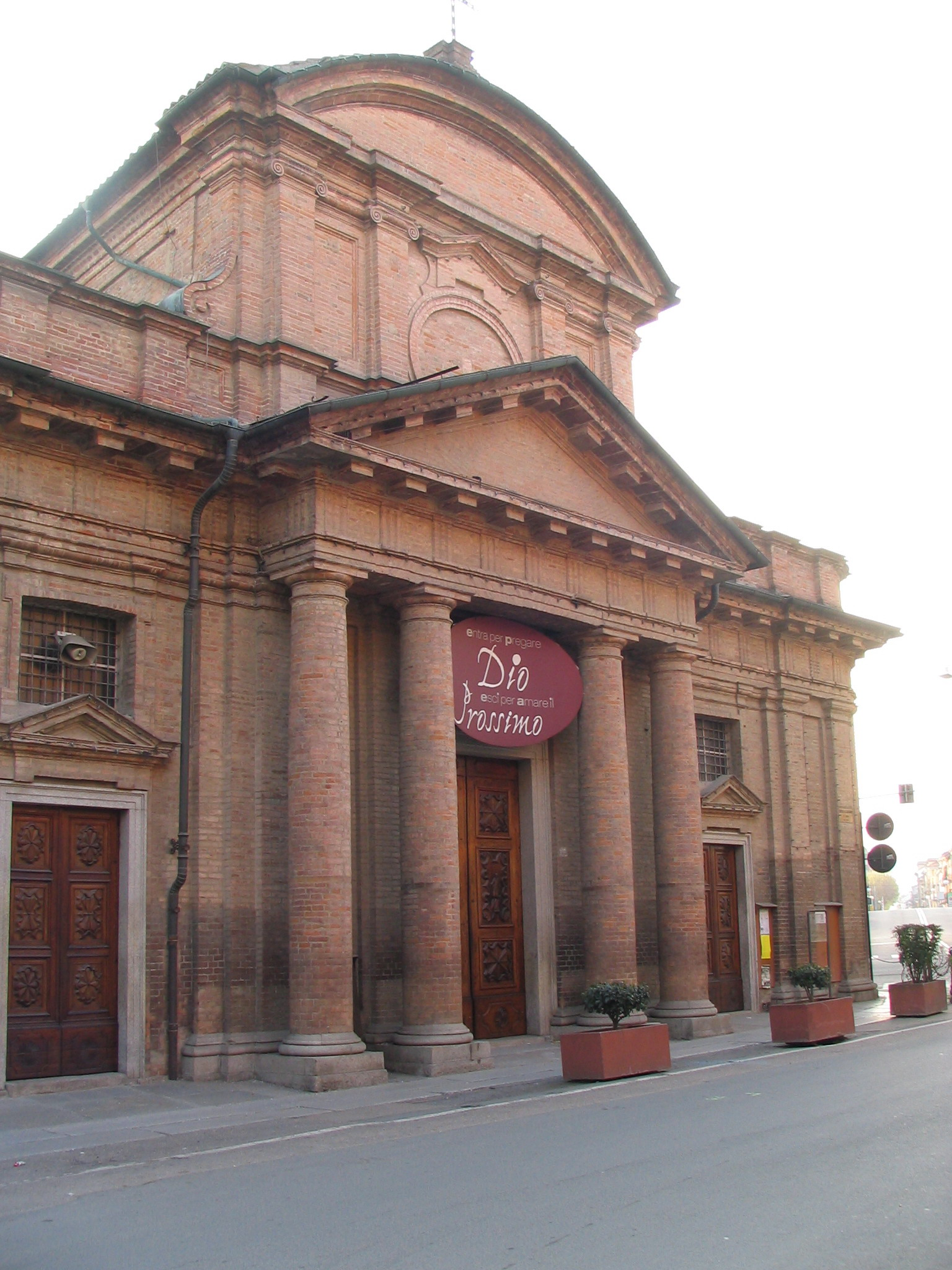
Chiesa di San Giovanni in Lanero

L'attuale Chiesa di San Giovanni Battista detta in Lanero e considerata il duomo di Nizza Monferrato, fu costruita nel 1772 su progetto dell'architetto Nicolis di Robilant e si affaccia sulla piccola piazza intitolata a Vittorio Emanuele II. L'edificio sacro ha acquisito il nome dall'antica chiesa di San Giovanni, poi demolita tra il 1826 e il 1827, che sorgeva sull'attuale piazza del Municipio, acquisendo da essa pure quasi tutti i suoi arredi, gli altari e le suppellettili.
Si presenta strutturata in tre spaziose navate, ben illuminate da frequenti aperture laterali, e pressoché priva dei bracci del transetto. Le quattro campate, sostenute da imponenti pilastri rivestiti in marmi policromi, conducono a una spaziosa area presbiteriale nella quale la luce è assicurata dalle finestre di una bassa cupola a tamburo ottagonale. Notevole è l'abside semicircolare, che si addentra fra le costruzioni circostanti.
La facciata richiama l'immagine di un tempio greco-romano, con il suo campanile romanico che oggi è l'unico elemento rimasto della vecchia chiesa.

##### Chiesa di San Siro

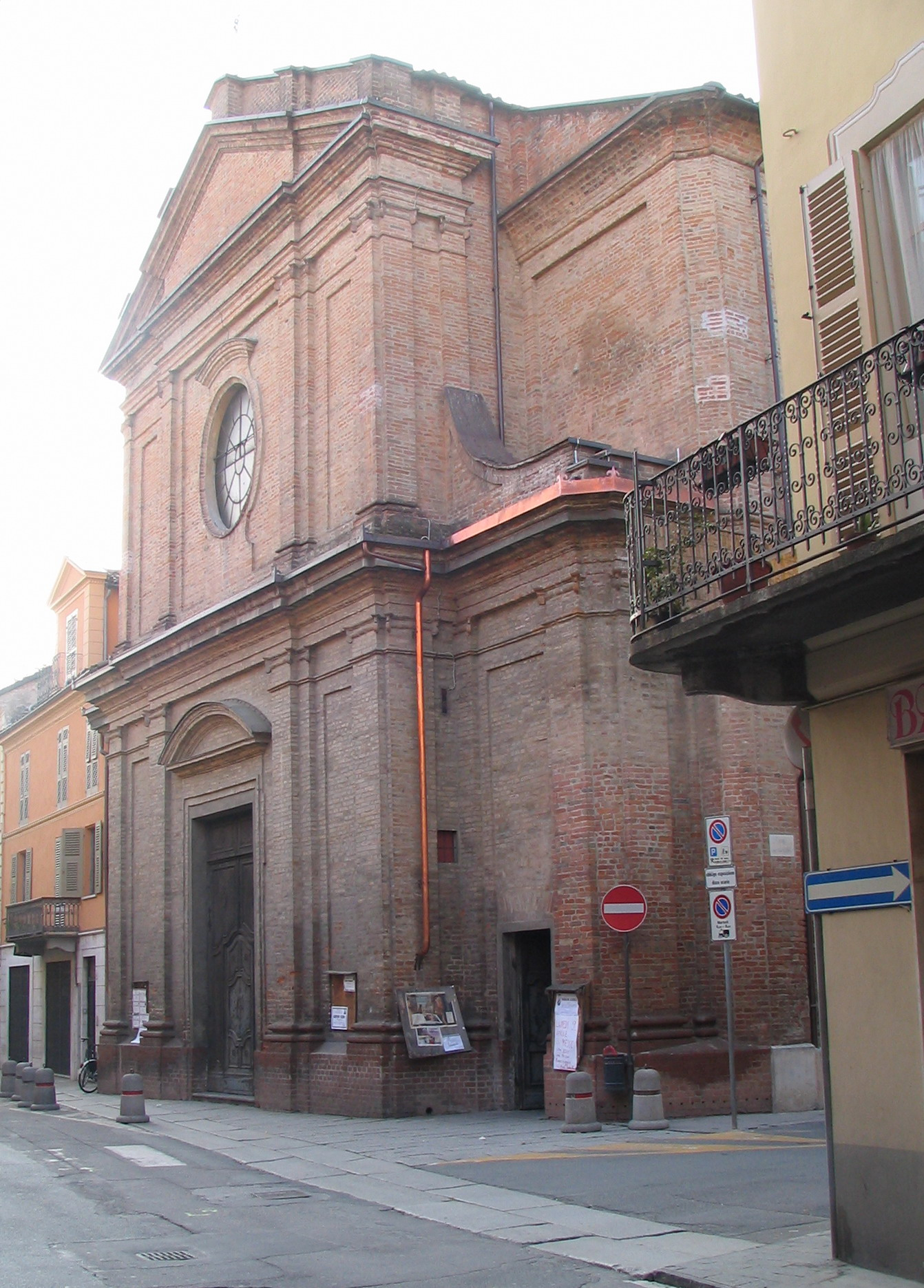
Chiesa di San Siro

La chiesa di San Siro nacque nel 1311 per volere di un presunto nobile locale, un certo Antonio Pelletta, il quale pose come condizione che l'arciprete fosse sempre un sacerdote di Nizza. Nei secoli passati, vide innumerevoli e aspre traversie circa il diritto di patronato e controllo, in cui vennero coinvolti molte famiglie nobili della zona, il Municipio e la Curia Vescovile, fino alla convocazione in giudizio davanti alla Sacra Rota e ai più alti ranghi ecclesiastici.
Oggi la chiesa, in stile barocco, si presenta di ordine composito, si succedono due campate propriamente dette, mentre le tre navate sono separate da curate balaustre in marmo variopinto. I soffitti sono stati dipinti ad affresco, da un mediocre pennello locale, e si presentano ricchi di stucchi complessi, incorniciature e fini dorature.

##### Chiesa di Sant'Ippolito

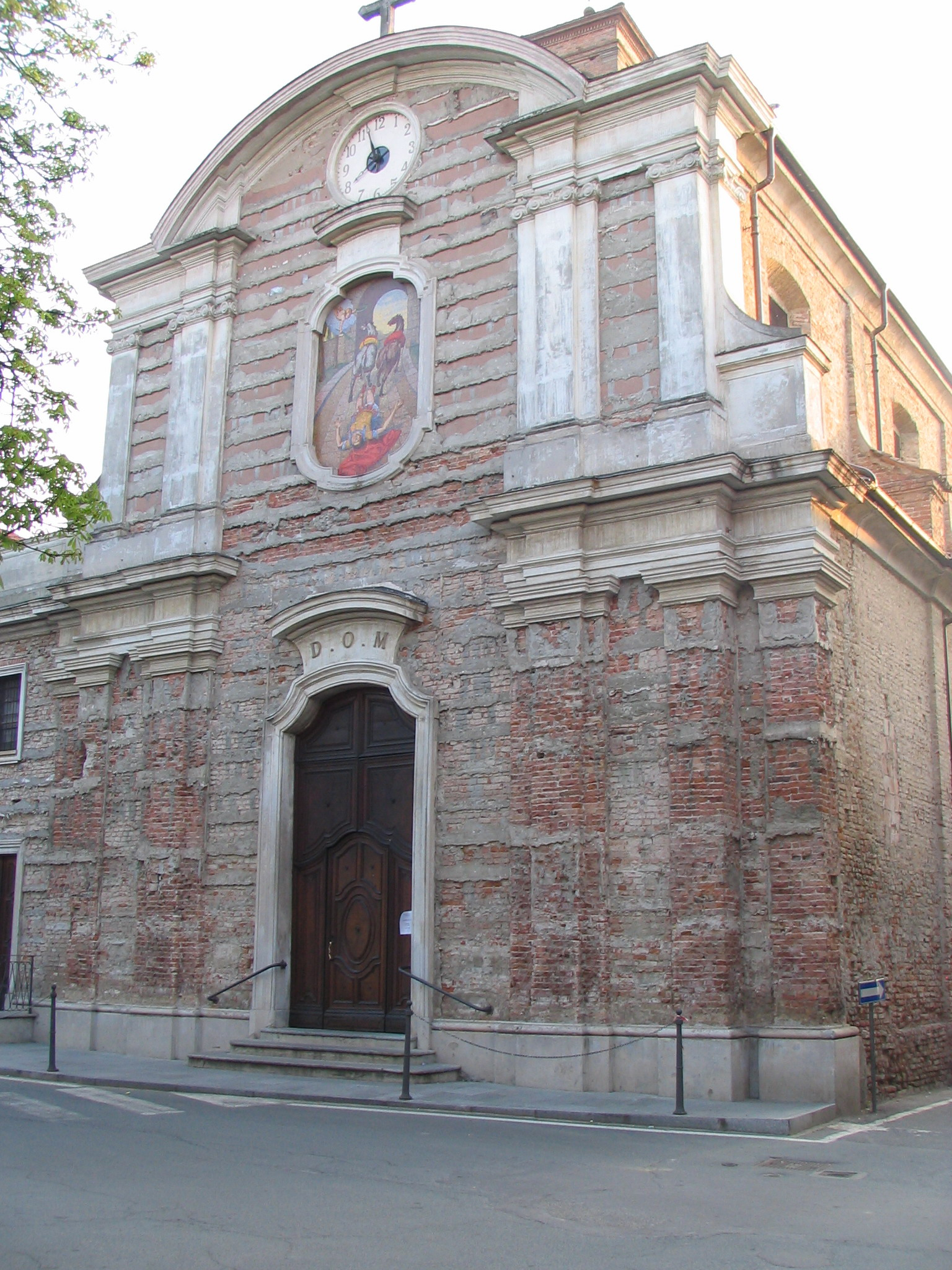
Chiesa di Sant'Ippolito

La chiesa di Sant'Ippolito, esistente già nel 1297, rimase totalmente in abbandono e semidistrutta fino al XVIII secolo; comincia a essere visitata dai vescovi a fine XVI secolo ma le prime relazioni parrocchiali risalgono a metà del XVII. Riedificata tra il 1750 ed il 1760, il suo interno è stato in parte modificato dalla meta del ‘900 da restauri e pitture. Elementi originali sono l'altare e la tela con Sant'Ippolito sulla parete absidale. Presenta due navate, più un'aggiunta, costituente una porzione di navata destra, mentre il transetto, come per altre chiese nicesi, è praticamente inesistente, a vantaggio della sacrestia. Il prospetto esterno della facciata, piuttosto spoglio, è suddiviso in quattro sezioni dagli elementi di abbellimento.

##### Chiesa della Madonna della Neve
La chiesa della Madonna della Neve (o "delle Grazie") è nota anche come "Chiesa della Madonna del Bricco", dalla posizione sulla sommità di una collina, a ponente della città, dove un tempo sorgevano il castello e il villaggio di Lanero ed era allora chiesa e parrocchia di questo castello. La chiesa attuale fu edificata nel 1757/58 dall'Abate Commendatario di San Giovanni, Carlo Amedeo Pistone di Montalto, nello stesso luogo dell'antica.

#### Altri edifici religiosi
- Oratorio della Santissima Trinità:
costruito nel 1448 e ampliato nel 1526, presenta nella facciata un portale ligneo dalle tipiche decorazioni settecentesche. Sopra di esso, in una nicchia, s'innalza il gruppo scultoreo con la Santissima Trinità.
- Santuario della Madonna di Loreto:
all'interno del Santuario, fondato nel 1631 e ampliato nel 1666, il presbiterio mostra, entro una nicchia, la statua della Madonna Lauretana.
- Chiesa di San Michele:
la chiesa di San Michele, da cui prende il nome la grossa borgata sita sul colle a levante di Nizza, un tempo chiamato "Colle Belmonte", è antichissima come la vecchia chiesa di San Giovanni (demolita nel XIX secolo, da cui prese il nome quella odierna). Esisteva anch'essa prima della fondazione di Nizza poco distante dal Bricco del Mandolone su cui si ergeva il castello di Belmonte uno dei sette castelli che dominavano la zona in cui nacque poi la città. Belmonte era sotto l'alto dominio dei Marchesi di Monferrato che ne avevano ricevuto investitura da Federico Imperatore. Nel 1192 i suoi feudatari ne fecero donazione al potente comune di Alessandria. Con il passare dei secoli la chiesa venne trascurata a causa delle guerre e delle carestie. Fino all'inizio del XX secolo la cappella rimase inefficiente, vi si celebrava la messa solo una o due volte l'anno. Nel 1909 ricominciò a prendere vita, con un processo di ristrutturazione terminato oltre la fine della seconda guerra mondiale.
- Chiesa di Sant'Anna:
pare dipendesse in origine dalla parrocchia di San Siro, ma che la parrocchia di San Giovanni ne rivendicasse il possesso, provocando uno dei tanti dissidi tra le due chiese.
[6][19]
- Nella cittadina è presente una sala del Regno dei testimoni di Geova, costruita tra il 1997 e il 1998, e un centro culturale islamico.

### Architetture civili

#### Palazzo comunale e torre civica

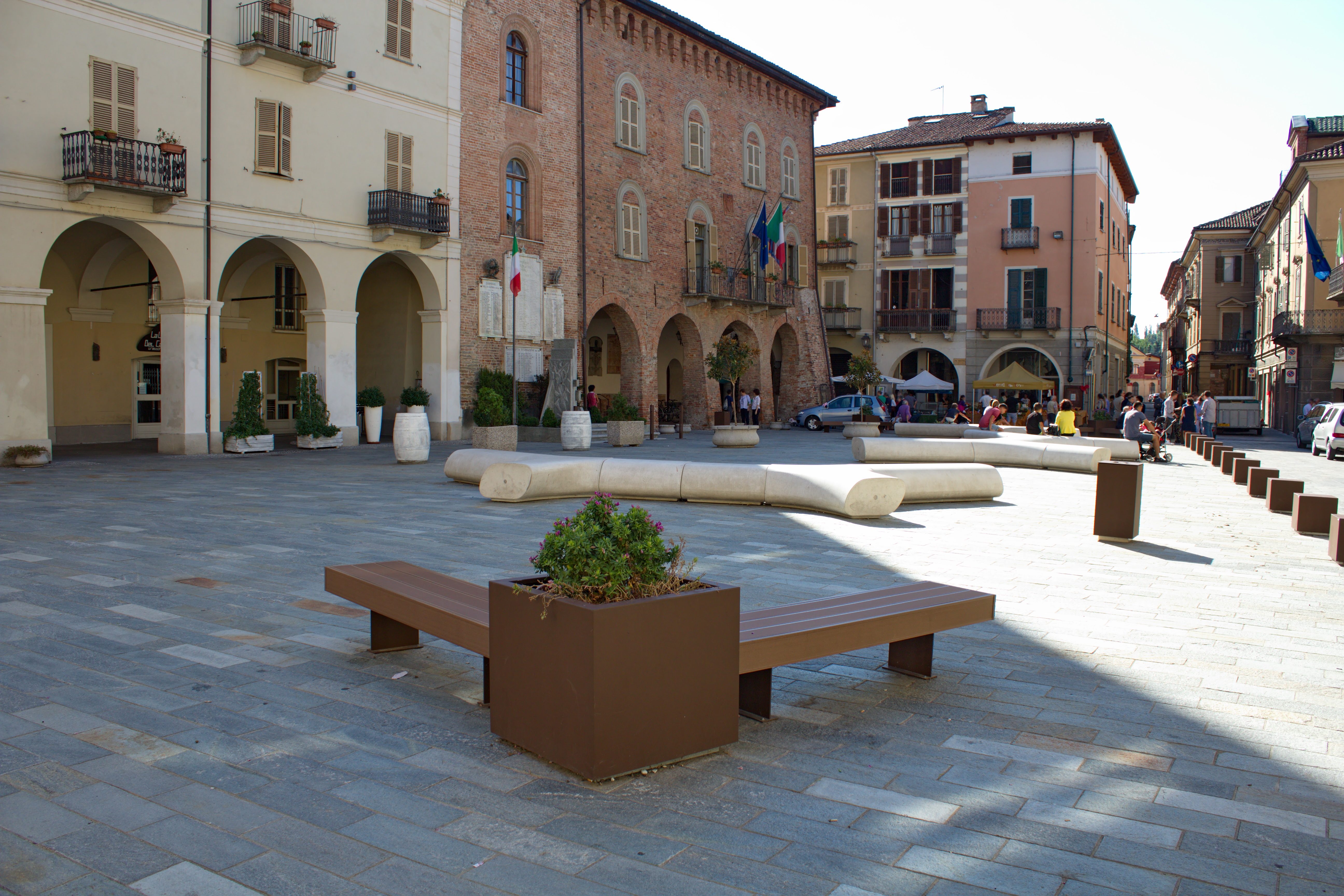
Piazza Martiri di Alessandria, la Piazza del Comune

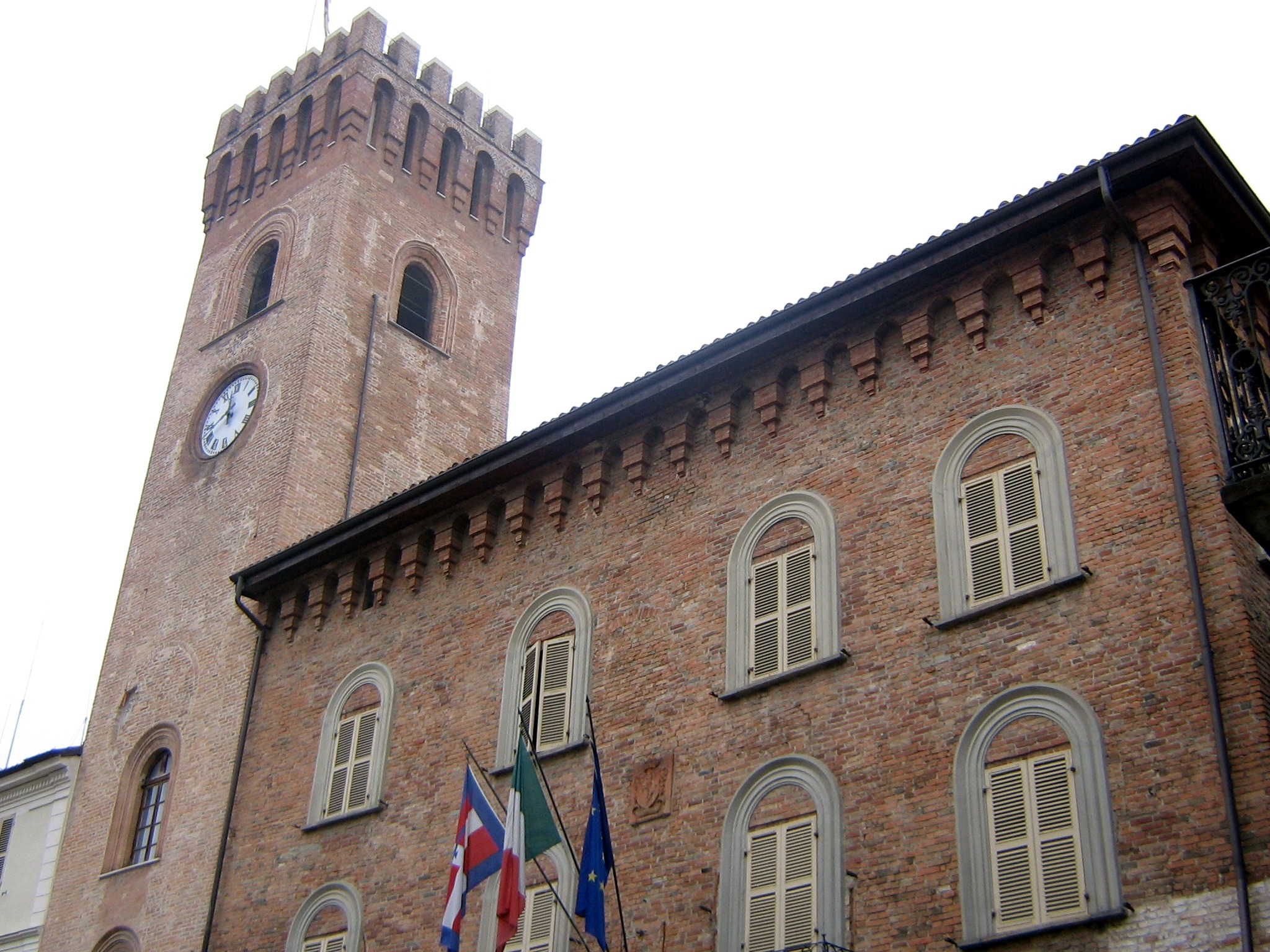
Il Palazzo comunale con la sua torre civica è il simbolo di Nizza Monferrato

Il Palazzo Comunale di Nizza Monferrato, sito in Piazza Martiri di Alessandria nel centro storico, è un imponente edificio, risalente al 1353 (ma rimaneggiato diverse volte nei secoli successivi), che fin dalle origini, ha assolto la funzione di luogo di riunione dei vertici governativi del territorio. Il corpo dell'edificio è a due piani, ciascuno dei quali possiede quattro finestre, con ornamento superiore costituito da una lunetta ad arco.
Al di sotto, un larghissimo porticato interno, evidenziato dalla presenza incisiva di quattro archi, sostenuti da quattro grossi pilastri.
Tra le due finestre centrali del primo piano, unite da un'austera balconata in ferro battuto, si staglia lo stemma della città modellato in argilla. L'intero complesso ha una facciata in mattone naturale.

La più importante attrazione è però, l'antica torre campanaria del Municipio, conosciuta dai nicesi come "el Campanon" ("il Campanone"), la quale nei secoli ha svolto le diverse funzioni di torre di difesa, torre campanaria e sede comunale.

#### Palazzo De Benedetti
Di fronte al palazzo comunale si trova un'altra storica e prestigiosa costruzione: il Palazzo De Benedetti, risalente al XVIII secolo.
Si presenta come una residenza con un piano ammezzato e altri tre effettivi, la cui facciata principale è suddivisa in tre fasce orizzontali.
In quella inferiore spicca un portone in legno lavorato, mentre ciascuna delle quattro porzioni laterali a esso (due per lato), distinte con lesene montanti, a bande orizzontali, ospita una porta e una finestra del semipiano in alto.
A livello del primo cornicione si allunga un bel balcone con parapetto in marmo traforato, e ciò apre la vista alla seconda fascia centrale, contenente due piani, con rispettivi balconi minori. La sezione superiore è scandita, invece, da 11 finestrelle ad arco.
Recentemente al corpo centrale dell'edificio è stata aggiunta la parte destra, ricostruita secondo le originarie linee architettoniche. Il palazzo ha quindi riacquistato la sua forma armonica. Nel Palazzo era situata la sinagoga della locale comunità ebraica, poi smantellata negli anni precedenti la Seconda guerra mondiale.

#### Palazzo Crova

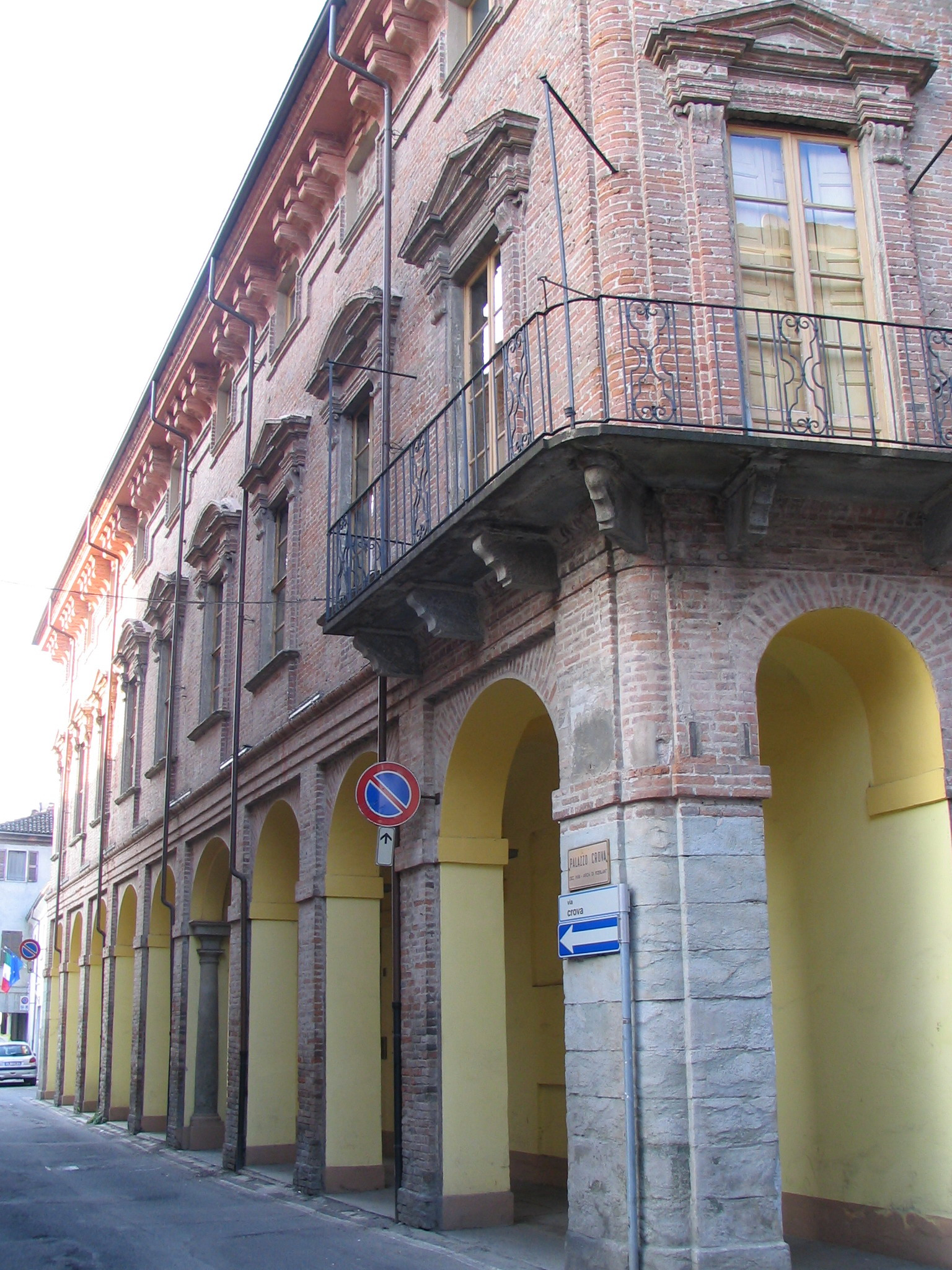
Palazzo Crova (sec. XVII)

In via Pio Corsi si raggiunge Palazzo Crova. Venne costruito presumibilmente sui resti di un preesistente castello. Racchiuso fra strette vie, esempio di residenza nobiliare cittadina del XVIII secolo, comprende un bell'edificio, opera dell'architetto Nicolis di Robilant e un giardino racchiuso in alte cinte murarie.
Nell'interno alcuni locali (in quello che viene ora denominato "piano nobile") presentano decori, stucchi e affreschi, con scalinate in pietra fornite di ringhiere decorate a collegare i tre piani. In un altro locale al piano terreno si sono conservati i soffitti in legno a cassettoni.
All'esterno, sul lato nord del fabbricato, si possono notare curiosi fregi con raffigurazioni vegetali e antropomorfe, di ispirazione ben più arcaica, a separare fra loro i piani, e a contornare le finestre.
Il fronte est costituisce la vera facciata, suddivisa in una fascia inferiore di portici con dieci pilastri, e in una superiore, nella quale si alternano finestre incorniciate da lesene di stile affine al corinzio, e sovrastate da timpani e lunette.
La discendenza dei Baroni Crova di Vaglio, gli originari titolari della costruzione, è rimasta viva fino ai primi decenni dello scorso secolo.
Attualmente il Palazzo è sede della biblioteca civica, dell'Enoteca Regionale, della Condotta Slow Food delle Colline Nicesi, del Presidio del Cardo Gobbo di Nizza e dell'Associazione "Produttori del Nizza - Barbera d'Asti.

#### Foro Boario

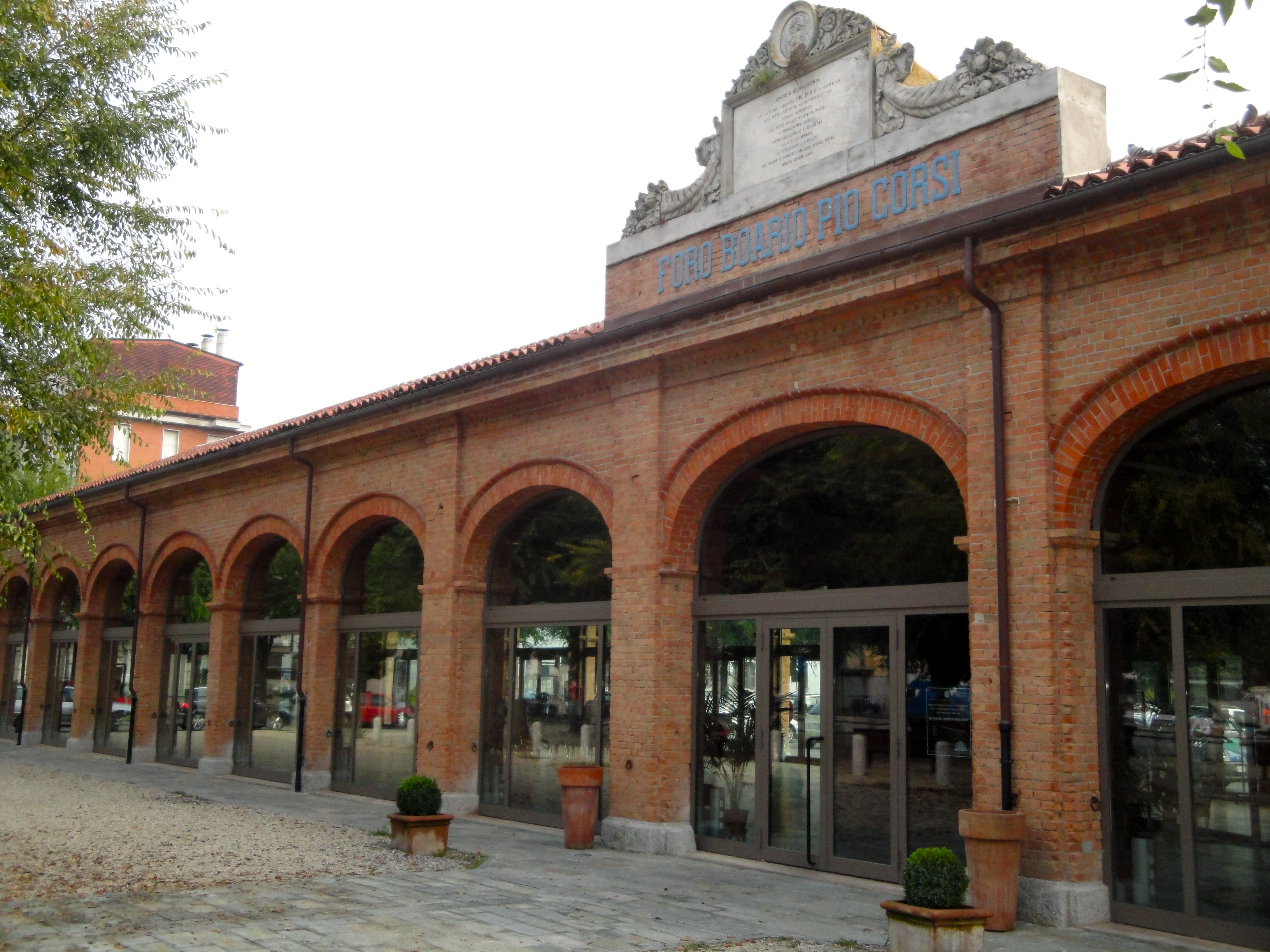
Foro Boario

Il Foro Boario è situato all'interno della spaziosa Piazza Garibaldi, detta "la cima di Nizza".
È qui, nella sezione sud di tale storica piazza, che si staglia il Foro, intitolato a Pio Corsi, costruito sul finire del 1800.
Appare come una gigantesca struttura completamente in muratura, nella quale si susseguono, per tutta la lunghezza, numerosi archi a tutto sesto, che le conferiscono un andamento serio e scandito.
Il complesso è ricoperto da una volta a capriata, strutturata su travi spioventi e monaci in legno, oggi rinforzati da inserti metallici.
Il Foro rappresenta il simbolo del commercio e delle manifestazioni folcloristiche ed enogastronomiche che in esso si svolgono.
Nel 2008 viene completata la ristrutturazione dell'edificio, che viene chiuso all'accesso delle automobili e viene dotato di uffici, servizi igienici, nuova pavimentazione, riscaldamento, luci e di grandi vetrate che chiudono la struttura, diventando così luogo ideale per manifestazioni, convegni, congressi e mostre. È sede dell'Ufficio Informazioni Turistiche.

#### Ospedale Santo Spirito
In via Bona si costeggia la parte posteriore di un edificio che è sede dell'"ospedale Santo Spirito". La struttura ospitava anche la "Scuola Media Statale", che fu poi spostata in un altro istituto.
Ha antichissime origini. Nel corso dei vari secoli ha ospitato frati Francescani, Cappuccini e monache Benedettine, dovendo rispondere alle esigenze del lavoro e della più stretta clausura.
È dotato di numerose ampie finestre arcuate, in successione, nella presenza di cortili interni a chiostro, con portici e giardinetti, nella fitta intercomunicazione vasta e luminosa, con pareti di spessore rilevante.
Al suo interno trova spazio la minuscola Chiesa del Santo Spirito, con portale in legno intagliato, restaurata nel 1877.
Al termine della stessa via Bona, in seguito a scavi condotti nella piazzetta Principe Umberto, sono stati rinvenuti resti di antiche tumulazioni di corpi di monache, in quanto nel luogo era situato il cimitero privato.

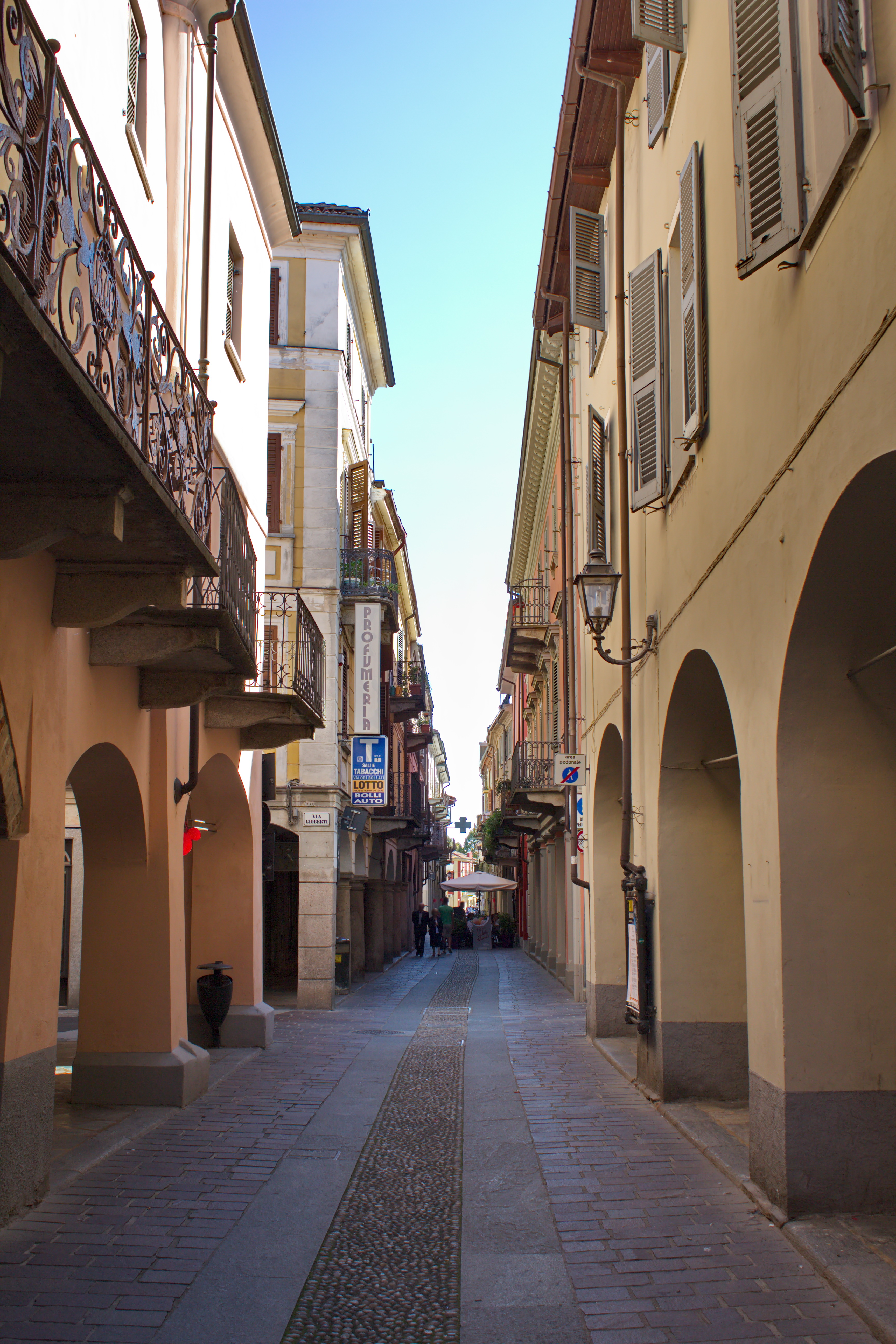
Via Maestra

### Altro

#### Via Maestra
Via Carlo Alberto, meglio nota come "Via Maestra", collega la piazza principale, Piazza Garibaldi, con Piazza XX Settembre (conosciuta dagli abitanti della zona anche come "Piazza della verdura" per via del mercato ortofrutticolo e di alimentari che viene fatto in essa), attraverso i suoi antichi portici (asse portante di Nizza Monferrato), con archi a tutto sesto e ribassati, al di sotto dei quali si trovano ancora antichi tondini metallici di rinforzo. Alcune abitazioni, dai pregevoli balconi in ferro battuto, risalgono al Settecento e all'Ottocento.
 
Sotto, trovano posto i negozi più caratteristici di Nizza. È la via principale e commerciale del centro storico della città.
La forma della città, nella zona più antica, è singolarmente triangolare.

### Aree naturali
Nella cittadina è presente il "Parco degli alpini", un'area verde sulle sponde del torrente Belbo, attrezzato di panchine per trascorrere il tempo in relax. Il parco è aperto al pubblico ed è stato completato nel 2006.

## Società

### Evoluzione demografica
Abitanti censiti

### Etnie e minoranze straniere
Secondo i dati ISTAT al 31 dicembre 2009 la popolazione straniera residente era di 1 478 persone. Le nazionalità maggiormente rappresentate in base alla loro percentuale sul totale della popolazione residente erano:
- Repubblica di Macedonia 585 5,54%
- Marocco 406 3,83%
- Romania 216 2,00%

### Religione
La religione maggiormente praticata nel centro è, come per l'Italia, quella cattolica; ci sono inoltre minoranze soprattutto di musulmani, ortodossi e testimoni di Geova, questi ultimi presenti con una fiorente comunità religiosa o Congregazione cristiana che conta oltre un centinaio di fedeli.
Nel territorio sono presenti alcuni istituti religiosi cattolici, come lo storico Istituto Nostra Signora delle Grazie e l'oratorio don Bosco, gestito dai sacerdoti salesiani..

#### La comunità ebraica di Nizza Monferrato
Nizza Monferrato fu sede, fino agli anni precedenti la seconda guerra mondiale, di una fiorente comunità ebraica, la cui presenza è documentata sin dal 1539. Con la fine del ghetto, nel 1848, cominciò il declino della comunità. A testimonianza di questa presenza oggi restano gli arredi della scomparsa sinagoga (conservati ad Alessandria) e un cimitero.

### Tradizioni e folclore
In autunno viene celebrata la fiera del bue grasso. Viene anche celebrata, nel giorno di San Carlo, la messa in dialetto nella parrocchia di san Giovanni in Lanero.

## Cultura

### Istruzione

#### Biblioteche
La biblioteca civica si trova nell'ex sede del Giudice di Pace.

#### Scuole
Sul territorio comunale sono presenti varie strutture scolastiche, pubbliche e private, alcune riunite in unici complessi: quattro scuole materne, quattro scuole primarie (elementari), tre scuole secondarie di primo grado (medie) e sette scuole secondarie di secondo grado (superiori).

### Musei

#### Sugar House
È il centro di documentazione aziendale della Figli di Pinin Pero S.p.A., azienda dedita al settore dello zucchero.
Il "Sugar Project Figli di Pinin Pero S.p.A.", struttura di 600 m² disposti su due livelli e completamente immersa nel verde delle colline del Monferrato, si propone come obiettivo la correlazione di un alimento di uso quotidiano come lo zucchero con la didattica, la cultura, l'informazione, il costume e l'arte, attribuendo importanza anche al packaging del prodotto.
La Sugar House è intitolata a Franco Pero scomparso nel febbraio 2001. Franco Pero, imprenditore di grande caparbietà e capacità, insieme al fratello Renzo (l'attuale Presidente dell'azienda), fu determinante negli anni dello sviluppo che videro la Figli di Pinin Pero & C. specializzarsi nella commercializzazione e trasformazione dello zucchero.

#### Museo Bersano
Il museo delle contadinerie e delle stampe sul vino Bersano fu fondato dall'avvocato Arturo Bersano, fondatore anche dell'omonima azienda vinicola, che diede vita a uno dei più apprezzati musei della civiltà enoico-contadina, a cui fa seguito una rara raccolta di stampe ed etichette degli ultimi 4 secoli. Egli promosse tale iniziativa con l'intento di conservare ai posteri i principali strumenti del mondo agricolo prodotti nella campagna monferrina e langarola.
Sono presenti i vari tipi di recipienti, come bicchieri e calici, spessi per durare nel tempo, pinte straordinarie, quarti di brenta soffiati nel vetro scuro di Poirino, solidi mastelli per tirare il vino e tini dove l'uva fermentava, grandi botti di cantina e i barlet omaggio per mediatori e carrettieri che avevano misure molto varie, perché rapportate alla generosità dei contadini.
Il museo presenta anche bellissimi torchi del '600-'700 a vite centrale discendente. Vi sono anche dei torchi muniti di due grandi viti verticali. La loro maestosa semplicità è simbolo di dedizione al lavoro vignaiolo.
Nel cortile interno del Museo si aprono le ricostruzioni di cantine antiche, non mancano sorprese, tra le quali una autentica locomotiva a vapore.
Fra gli attrezzi sono presenti anche zappe, secchie, paioli, mortai, setacci, zangole, moschiere in vetro, lanterne e zucche cave per portarci l'acqua.
Le raccolte datano un'epoca più recente rispetto alle Contadinerie: sono degli anni sessanta e raccontano quattro secoli di stampe ed etichette rare.
Vi sono infatti numerose etichette di tutti i tipi: dipinte a mano, con caricature, e stampate in caratteri estremamente sofisticati. Le etichette sono d'"autore", infatti le più importanti sono opera dell'alessandrino Franco Sassi e del torinese d'adozione Carlo Terzolo.

### Teatro
Nel comune è presente il "Teatro Sociale", sede di spettacoli per bambini e non, da parte di compagnie teatrali e personaggi talvolta famosi. È inoltre usato come cinema e da poco proietta anche film in 3D.
È anche presente nell'oratorio "Don Bosco" un piccolo teatro.

### Casa discografica
A Nizza ha sede la Mescal, importante etichetta discografica indipendente fondata nel 1993 da Ligabue. La Mescal si propone di produrre e tutelare musicisti emergenti. Tra le collaborazioni più illustri spiccano tra le altre quelle con Andrea Mirò, Afterhours, Bluvertigo, Carmen Consoli, La Crus, Modena City Ramblers, Perturbazione, Subsonica e più recentemente con Arisa, Morgan, Mauro Ermanno Giovanardi, Violante Placido, Ron, Moreno e per ultimo Ermal Meta.

### Cucina
Nizza Monferrato è rinomata per:
- Nizza DOCG (in precedenza Barbera d'Asti superiore Nizza), vino rosso prodotto in 18 comuni limitrofi.
- Cardo Gobbo: ortaggio invernale, povero di calorie, è ideale con la bagna càuda; prende il nome dalla curvatura che gli viene fatta assumere con una particolare lavorazione di sotterramento. Il cardo gobbo di Nizza è sotto il presidio Slow Food.
- La belecàuda, in dialetto nicese sta a indicare la farinata di ceci cotta nel forno a legna. È una specialità di origine genovese che però si è diffusa sia nelle coste di tutto il mar Ligure che nell'entroterra: la diffusione nel Nicese è dovuta ai notevoli flussi commerciali che legavano questa zona al mare.
- Carne bovina Razza Piemontese: Nizza può vantare un'affermata tradizione nel settore delle carni della pregiata Razza Piemontese.

Nizza Monferrato è presente al festival delle sagre astigiane con la belecàuda e le paste di meliga.

### Eventi
- Corsa delle botti, a giugno, la prima domenica;
- Monferrato in Tavola, a giugno, il primo week end, in concomitanza con la corsa delle botti;
- Mercatino dell'antiquariato, la terza domenica del mese; organizzato dall'amministrazione comunale, è uno dei più grandi mercatini dell'antiquariato dell'Italia settentrionale. Vi partecipano appassionati ed esperti di antichi oggetti e mobili provenienti da diverse regioni italiane;[27]
- Fiera di San Carlo ai primi di novembre;
- Fiera del Santo Cristo, in aprile;
- Nizza è Barbera, a maggio;[28]
- Cantine aperte al pubblico, la domenica dopo la vendemmia;
- Rievocazione storica dell'Assedio del 1613, secondo week-end di maggio (prima edizione per l'anniversario del 400º anno svoltasi nel 2013)[29];
- Fans Out, festival canoro di cantanti e gruppi emergenti, nel mese di giugno;
- Nizza Monferrato è uno dei comuni della provincia partecipante al Palio di Asti, che si svolge la prima domenica di settembre nel capoluogo provinciale. Il Rettore è Pier Paolo Verri. Le vittorie del comune sono state:
  - l'edizione del 1986 con il fantino Leonardo Viti (Canapino) sul cavallo Varigino (Elf); il Rettore era Bruno Verri;[30]
  - l'edizione del 2016 con il fantino Giovanni Atzeni (Tittia) sul cavallo Moment of Love (Moscato Dry Santero); il Rettore era Pier Paolo Verri.

- Il giorno di mercato di Nizza è il venerdì mattina. Viene svolto nella piazza Garibaldi e in via Maestra con i banchi di vestiti, oggettistica o di altro genere, e in piazza XX Settembre con i banchi di agroalimentari. Viene comunque svolto anche un piccolo mercato ortofrutticolo il mercoledì, nella piazza XX Settembre.[31]

## Geografia antropica

### Urbanistica
Il comune di Nizza conta su un'urbanizzazione piuttosto omogenea, concentrata prevalentemente nel centro abitato. Nel 2013 sono terminati i lavori di un nuovo ponte che collega la città dal tratto statale per Asti, consentendo la circolazioni di mezzi pesanti fuori dalla città. Vari ponti sono stati ristrutturati o addirittura ricreati da zero, come il ponte gobbo, che prende il nome dalla forma strutturale creata principalmente in funzione anti-alluvionale e di formazione di rifiuti sottostanti causate dalle piene. Si può aggiungere quindi che Nizza è una città in continua espansione, come dimostrano le recenti costruzioni di quartieri, quali il Campolungo e quelli nella zona Istituto San Giuseppe. Nuove aree periferiche stanno divenendo infatti luoghi di continua crescita urbana.

### Frazioni
Le principali frazioni di Nizza Monferrato sono:
- Boidi
- Bossola
- Case Giolito
- Istituto San Giuseppe
- Ponteverde
- Regione Baglio
- Regione Bricco-Cremosina
- Regione Campolungo
- San Michele
- San Nicolao
- Villa Cerreto
- Volta

## Economia

### Agricoltura

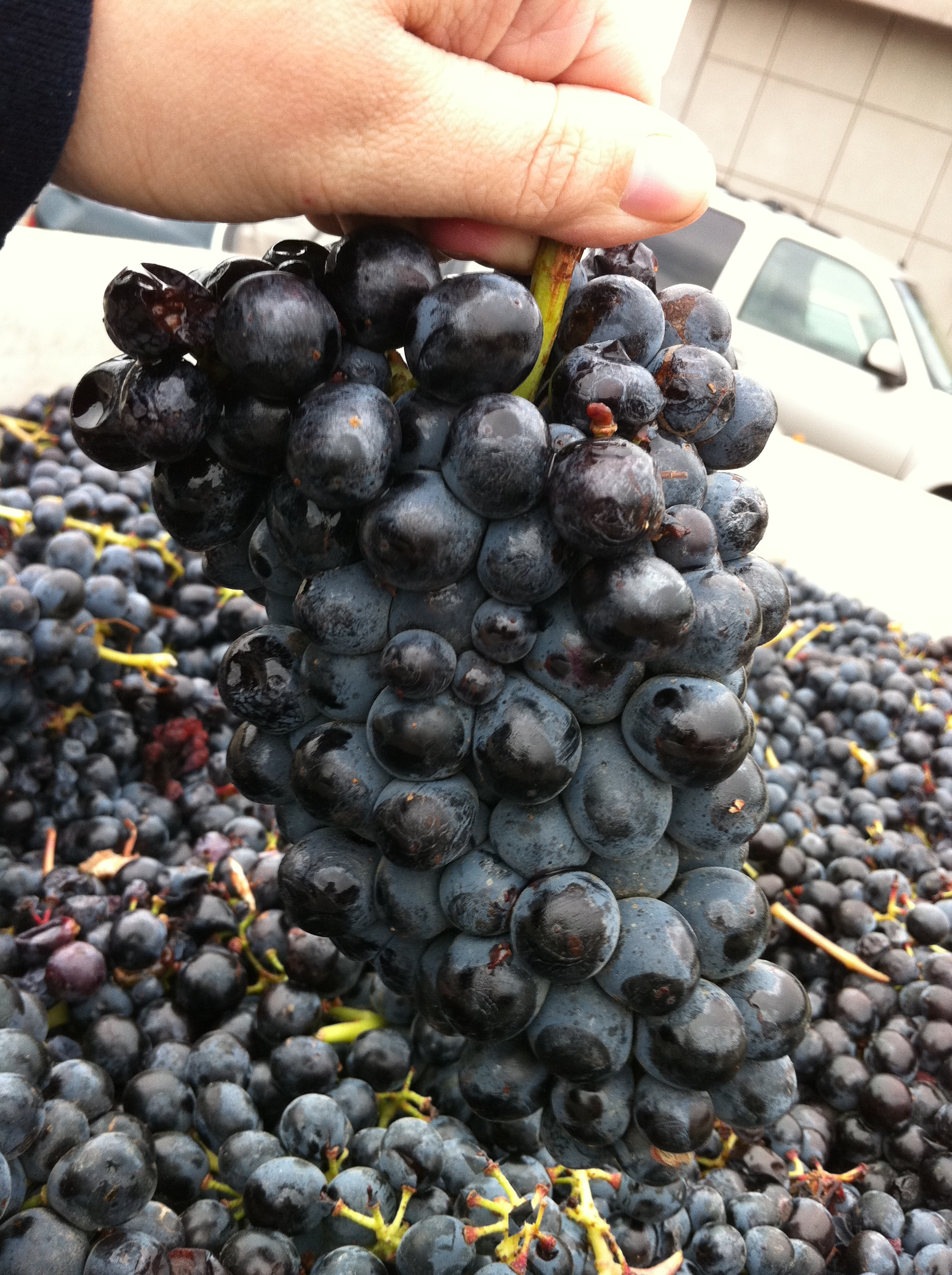
Grappolo di Barbera

L'agricoltura del centro raggiunge punte di assoluta eccellenza quali la produzione vitivinicola, grandi uve DOC e DOCG come il Barbera, Dolcetto, Moscato, Brachetto, Cortese, Freisa, Grignolino e altre, gli ortaggi con il Cardo Gobbo, la frutta con la Mela di San Marzano, i foraggi con l'allevamento di bestiame di razza piemontese e i cereali.
Il vitigno più diffuso in queste colline è il Barbera, dove trova condizioni pedoclimatiche particolarmente favorevoli per la sua maturazione, ottenendo dalle sue uve il Barbera d'Asti di cui fa parte il Nizza, prodotto nel territorio in diciotto comuni.
Numerosi i produttori privati, cioè i piccoli vignaioli producono l'uva e la trasformano in vino vendendo direttamente il prodotto. Essi svolgono un'attività prevalentemente a carattere familiare.

### Industria
Lo sviluppo industriale è principalmente correlato alla trasformazione del prodotto agricolo o attività a esso correlate. È quindi naturale che trovino sede numerosi stabilimenti enologici. Tra i vinificatori, oltre alle grandi aziende vinicole, riveste un ruolo importante la cantina sociale.
Oltre alle attività legate all'enologia, sono presenti inoltre diverse aziende metalmeccaniche, dell'abbigliamento e dei materiali da costruzione. Molto rinomata è la lavorazione del peltro.

### Turismo
Negli ultimi anni il turismo nella cittadina è in netta crescita, in particolare da quando è divenuta patrimonio UNESCO assieme a tutta la zona del Monferrato e delle Langhe. Significativa l'affluenza di turisti in arrivo dai paesi scandinavi, che visitando i luoghi noti per il vino fanno soggiorno nella zona di Nizza.

## Infrastrutture e trasporti

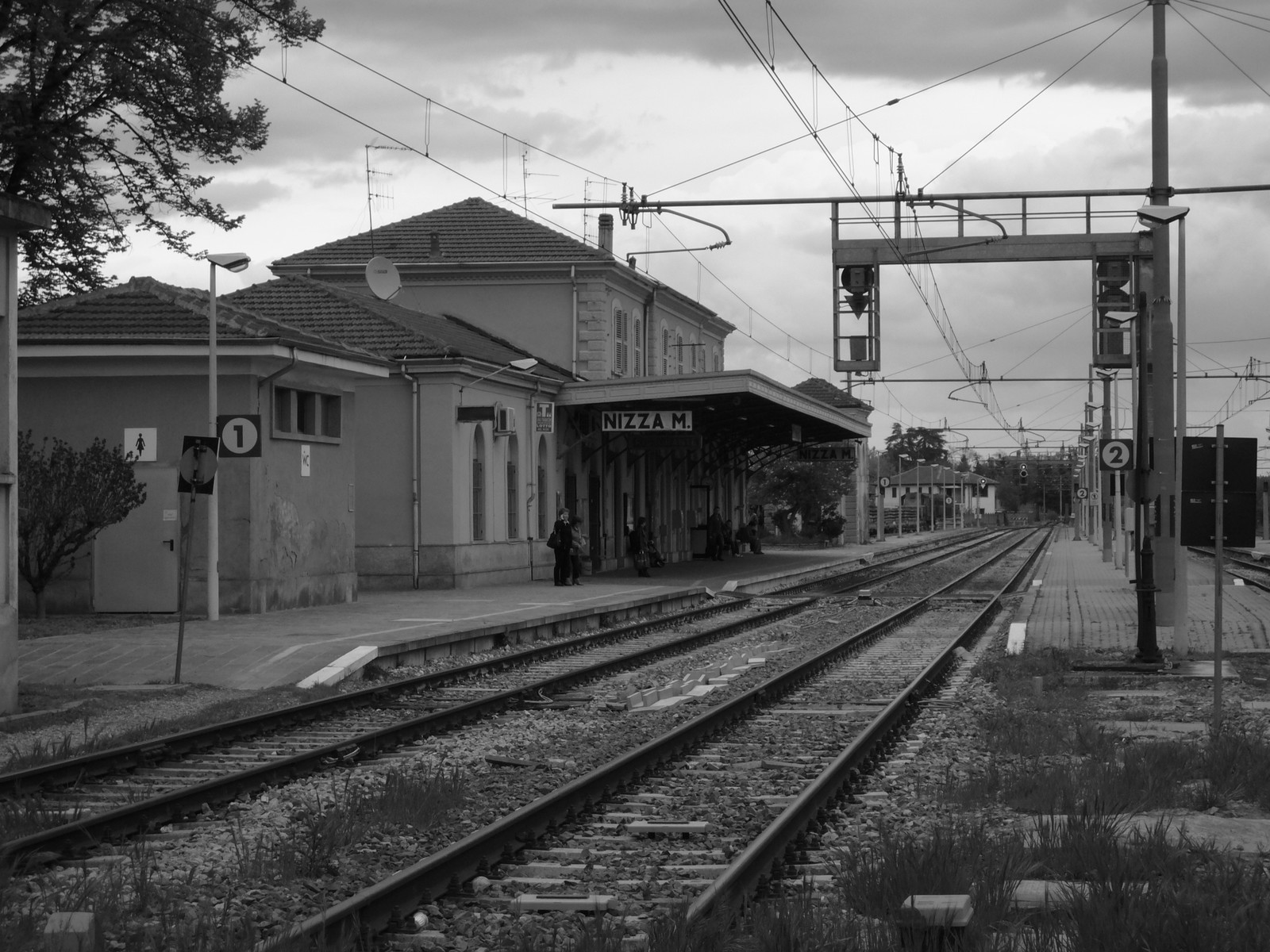
Stazione di Nizza Monferrato

### Strade
Nizza Monferrato è raggiungibile attraverso la Strada Provinciale del Turchino, da direzione Asti e Acqui Terme, dalla Strada Provinciale Di Valle Belbo da direzione Alessandria e dalla Strada Provinciale di Canelli (da Canelli), che ha il suo culmine proprio a Nizza, collegandosi con la prima.

### Linee ferroviarie
Presso la stazione di Nizza Monferrato passano le linee ferroviarie Asti –Genova e Alessandria-Cavallermaggiore; Lo scalo è servito dai treni regionali della direttrice Asti – Acqui Terme.

### Mobilità urbana
Nella cittadina sono presenti diverse fermate di autobus anche extraurbani.

## Amministrazione
Di seguito è presentata una tabella relativa alle amministrazioni che si sono succedute in questo comune.
| Periodo          | Periodo          | Primo cittadino          | Partito                            | Carica          | Note   |
| ---------------- | ---------------- | ------------------------ | ---------------------------------- | --------------- | ------ |
| 12 giugno 1985   | 8 aprile 1988    | Angelo Zaccone           | Democrazia Cristiana               | Sindaco         | [ 37 ] |
| 8 aprile 1988    | 9 luglio 1990    | Franco Orione            | Democrazia Cristiana               | Sindaco         | [ 37 ] |
| 9 luglio 1990    | 14 aprile 1993   | Giuseppe Odasso          | Democrazia Cristiana               | Sindaco         | [ 37 ] |
| 13 giugno 1993   | 24 aprile 1995   | Flavio Pesce             | Partito Democratico della Sinistra | Sindaco         | [ 37 ] |
| 24 aprile 1995   | 14 giugno 1999   | Flavio Pesce             | lista civica di centro-sinistra    | Sindaco         | [ 37 ] |
| 14 giugno 1999   | 14 giugno 2004   | Flavio Pesce             | lista civica di centro-sinistra    | Sindaco         | [ 37 ] |
| 14 giugno 2004   | 8 giugno 2009    | Maurizio Carcione        | lista civica                       | Sindaco         | [ 37 ] |
| 8 giugno 2009    | 10 dicembre 2010 | Pietro Giovanni Lovisolo | Il Popolo della Libertà            | Sindaco         | [ 38 ] |
| 10 dicembre 2010 | 18 aprile 2011   | Carolina Bellantoni      |                                    | Comm. pref.     | [ 37 ] |
| 18 aprile 2011   | 16 maggio 2011   | Paolo Mastrocola         |                                    | Comm. regionale | [ 37 ] |
| 16 maggio 2011   | 5 giugno 2016    | Flavio Pesce             | lista civica Insieme per Nizza     | Sindaco         | [ 37 ] |
| 5 giugno 2016    | 3 ottobre 2021   | Simone Nosenzo           | lista civica Cambiamo Nizza        | Sindaco         | [ 37 ] |
| 3 ottobre 2021   | in carica        | Simone Nosenzo           | lista civica Cambiamo Nizza        | Sindaco         | [ 37 ] |

### Gemellaggi
- Savignano sul Rubicone, da marzo del 1995[39]

### Altre informazioni amministrative
La città di Nizza Monferrato fa parte della Comunità Collinare Vigne & Vini, una delle dodici comunità collinari presenti nella provincia.

## Sport

### Calcio

#### Nicese
L'Associazione Calcio Nicese è la società calcistica che rappresenta Nizza Monferrato, e fa parte della F.I.G.C. Fondata nel 1922, attualmente milita in seconda categoria. I colori sociali sono il giallo-rosso a strisce e lo stadio è il "Tonino Bersano".

#### Altre società calcistiche
- GS Voluntas Nizza (squadra giovanile)[42].

### Impianti sportivi
- "Associazione Sportiva Dilettantistica Palestra Supersport"[43]
- Centro Sportivo Comunale[43]
- Oratorio Salesiano "Don Bosco"
- Piscina comunale[44]
- "Pista Winner", dove gareggiano i Go-Cart[45]
- Stadio comunale "Tonino Bersano" - Associazione Calcio Nicese, GS Voluntas Nizza
- Palasport "Pino Morino" - Associazione S.C.M. (Sporting Club Monferrato)

## Galleria d'immagini

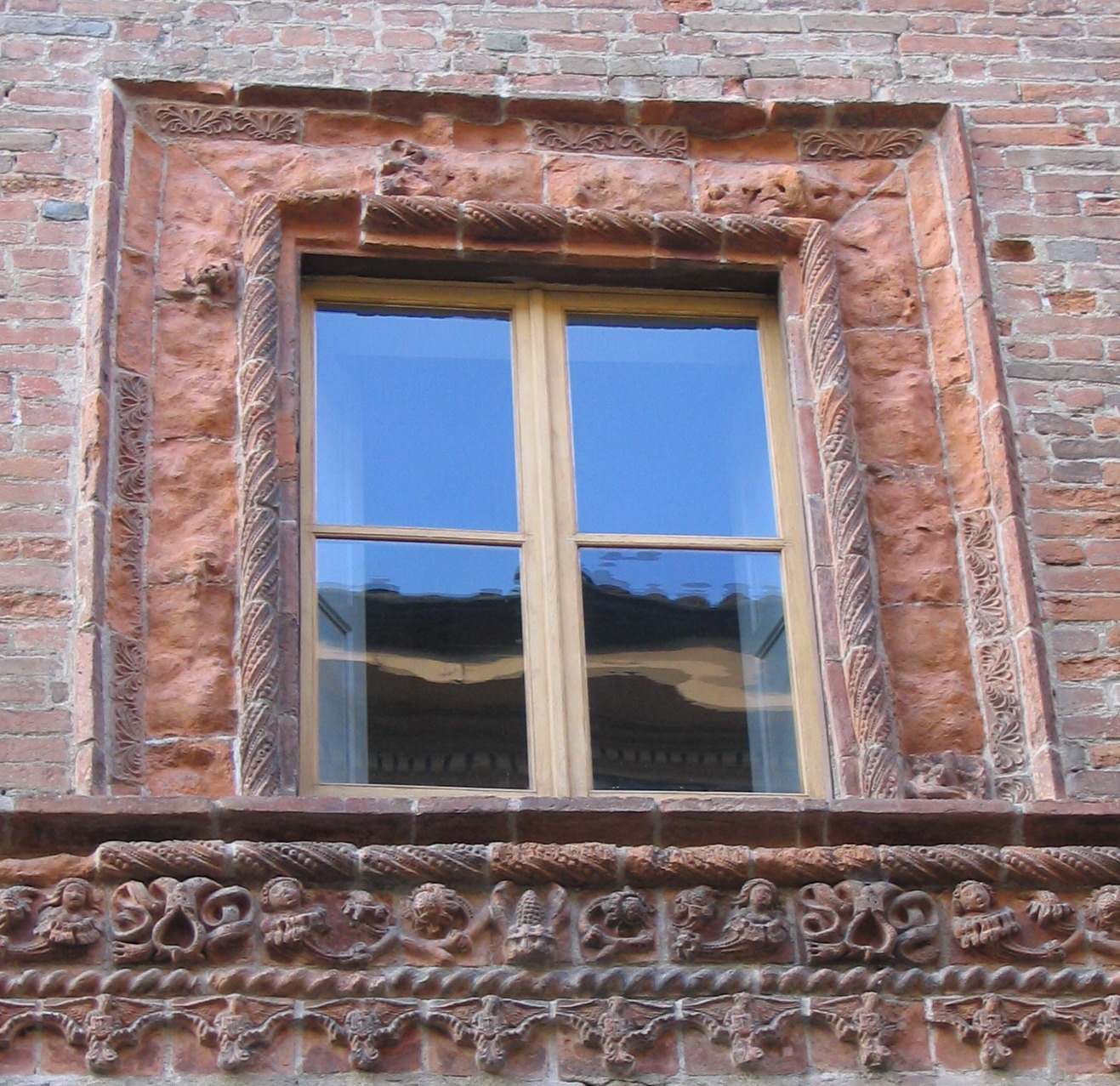
Palazzo Crova (dettaglio)
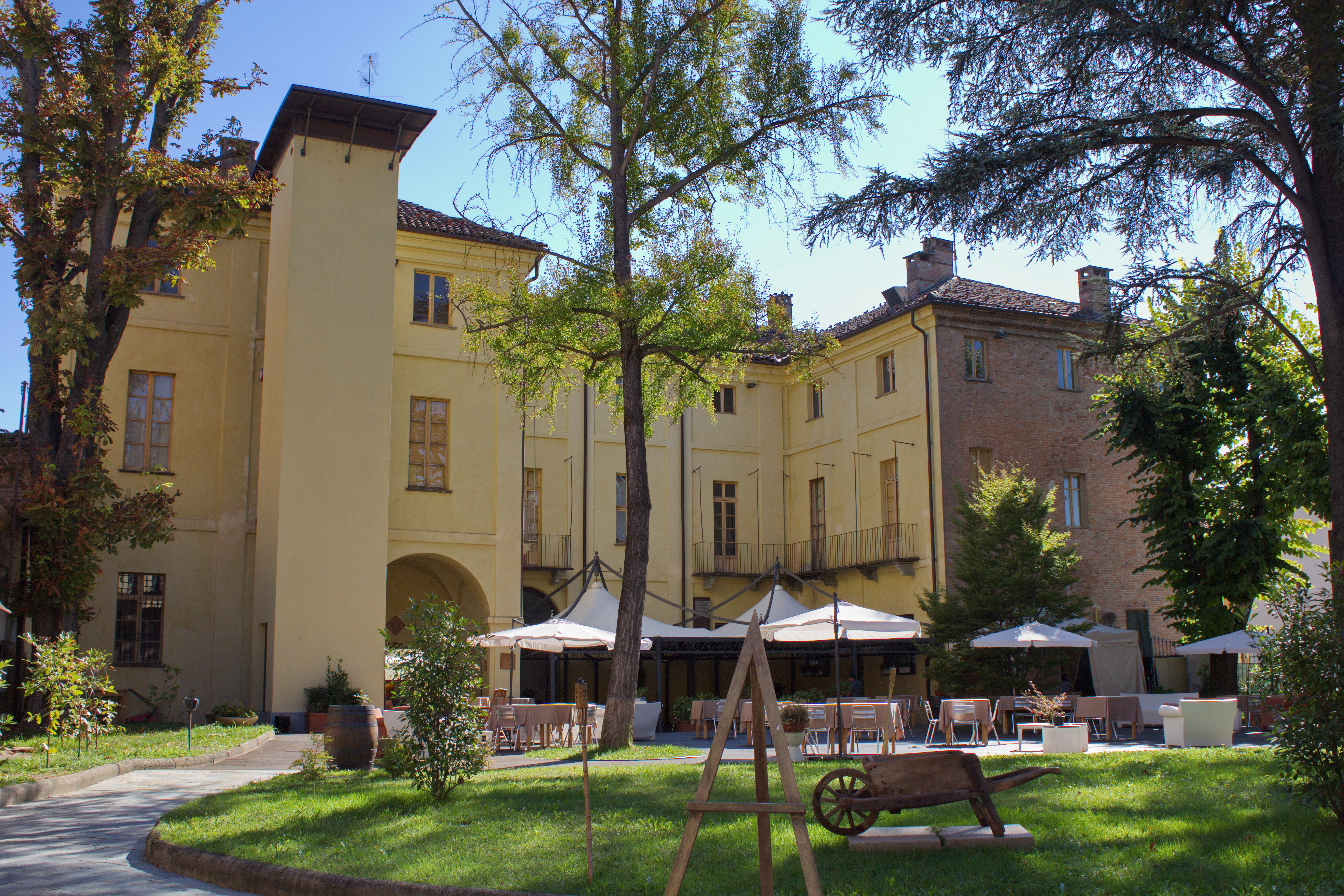
Giardini interni di Palazzo Crova
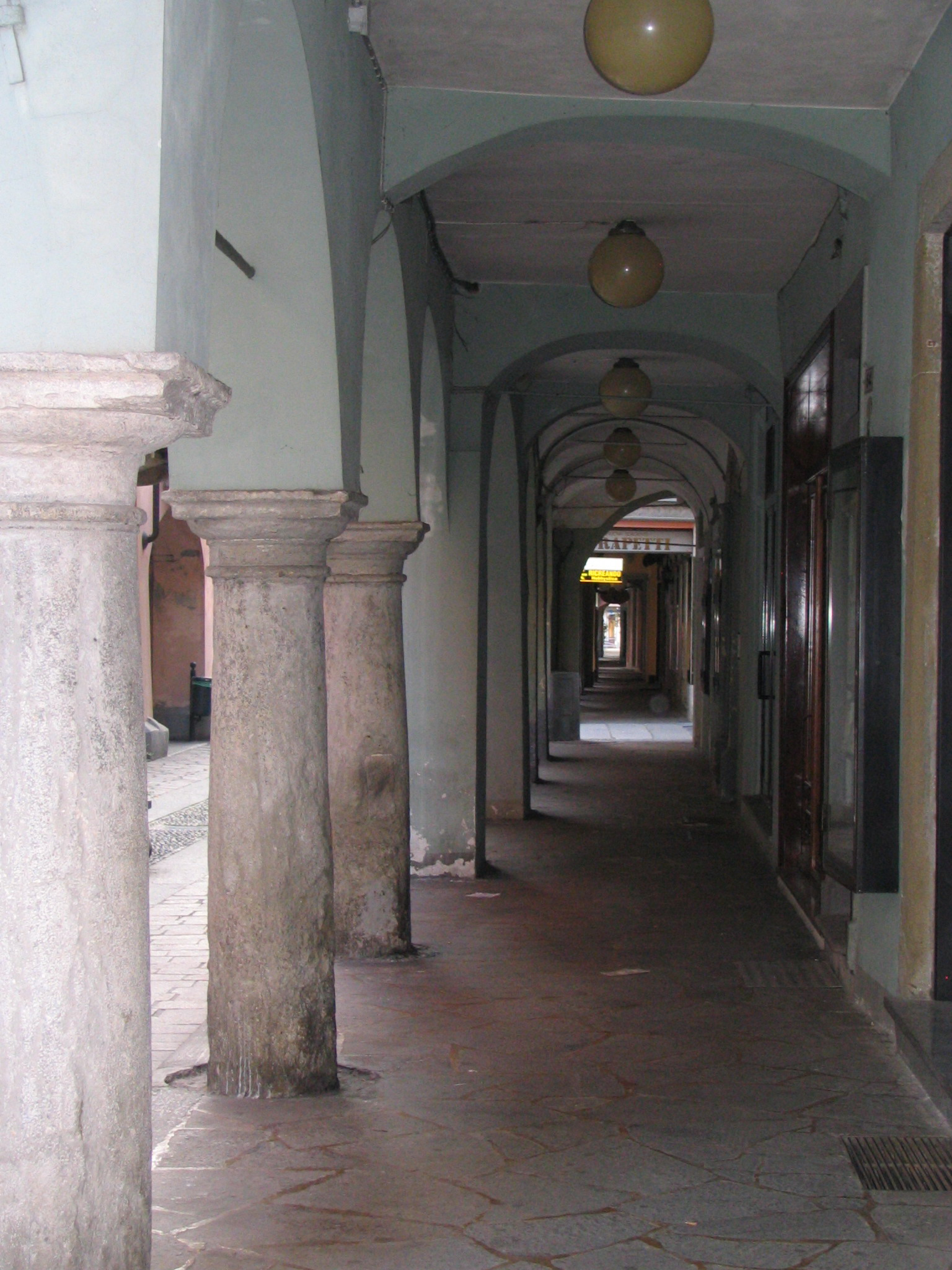
Via Maestra, i portici
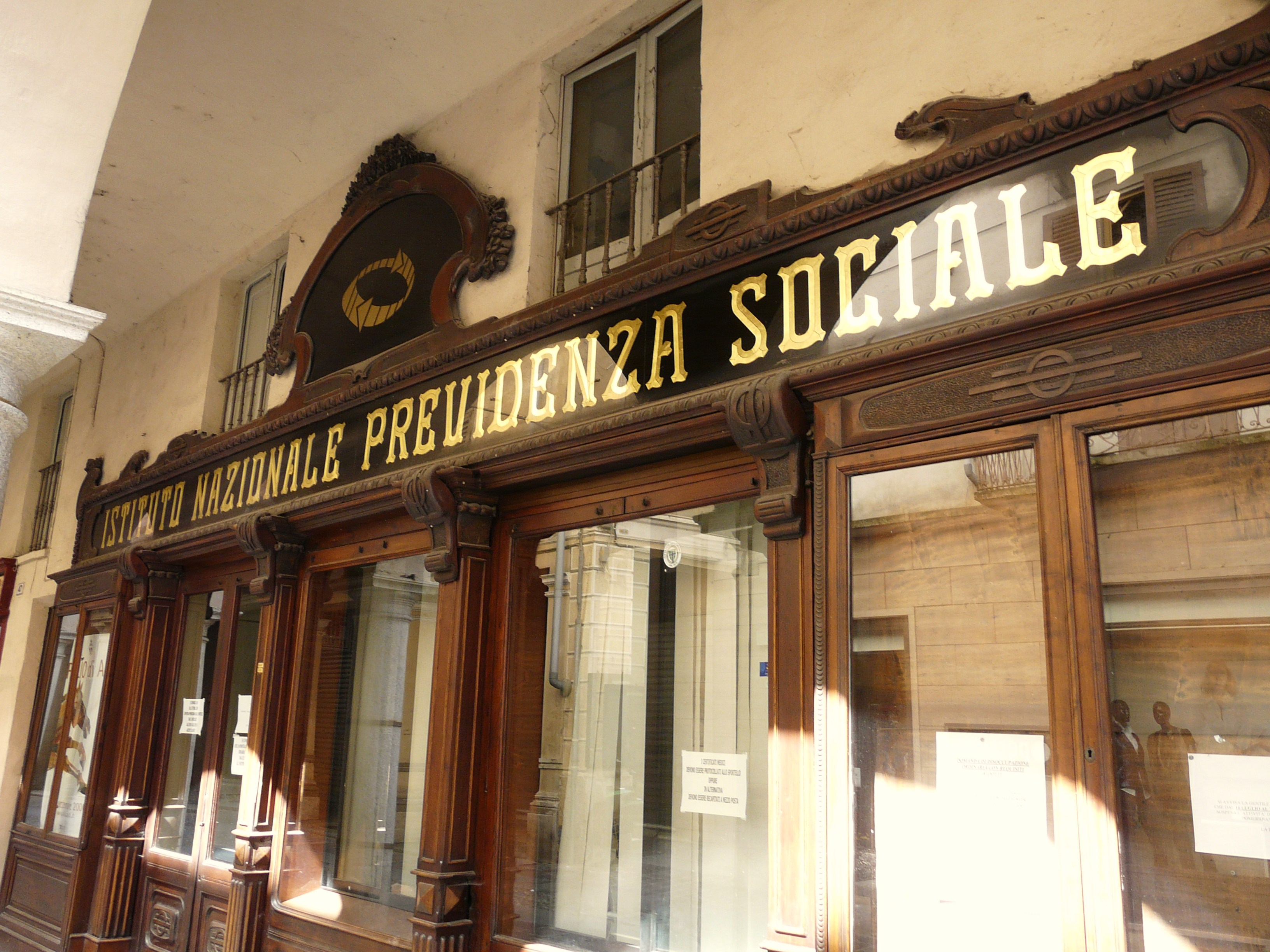
Insegna storica in Via Maestra
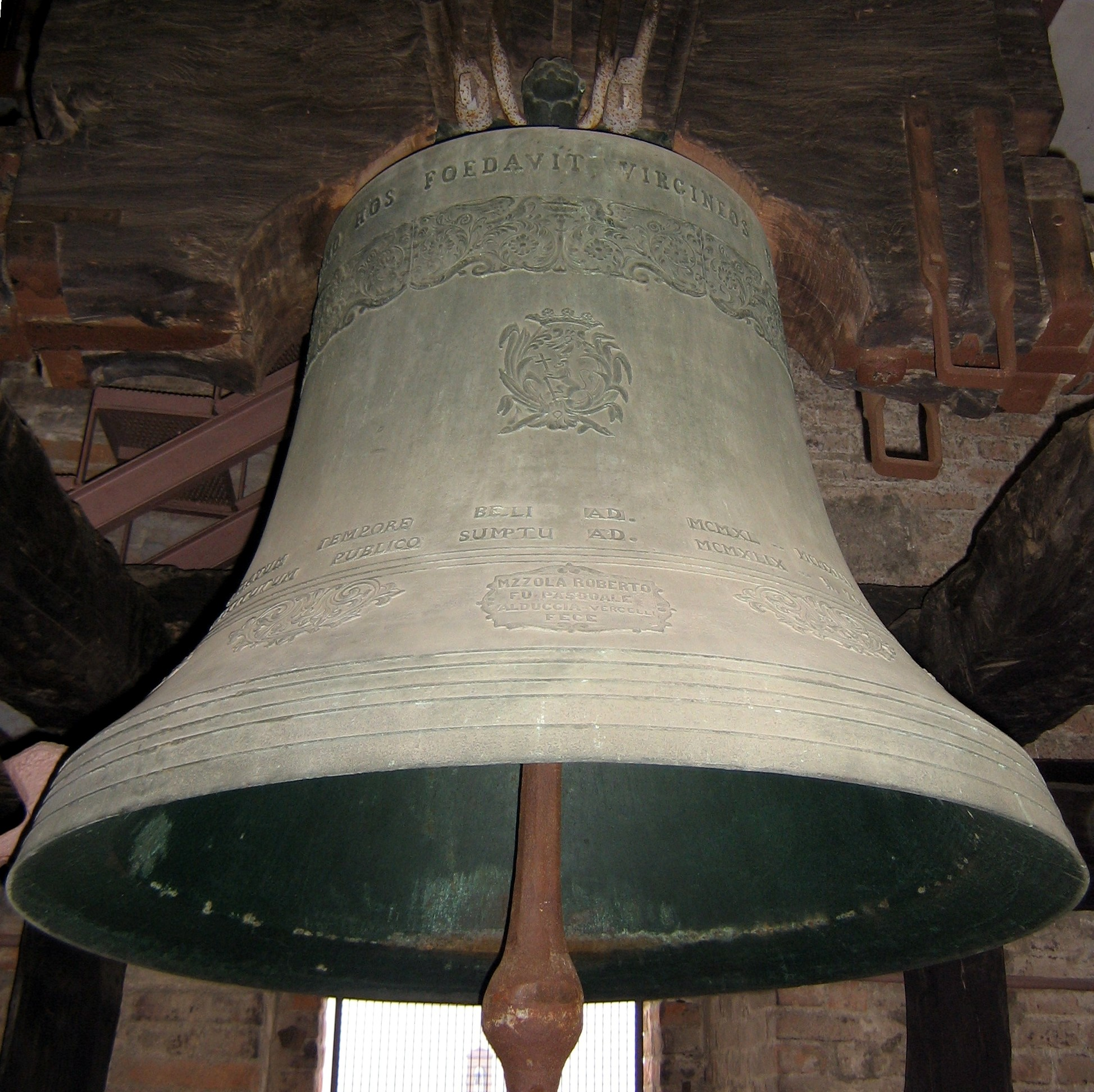
Campana della Torre Municipale
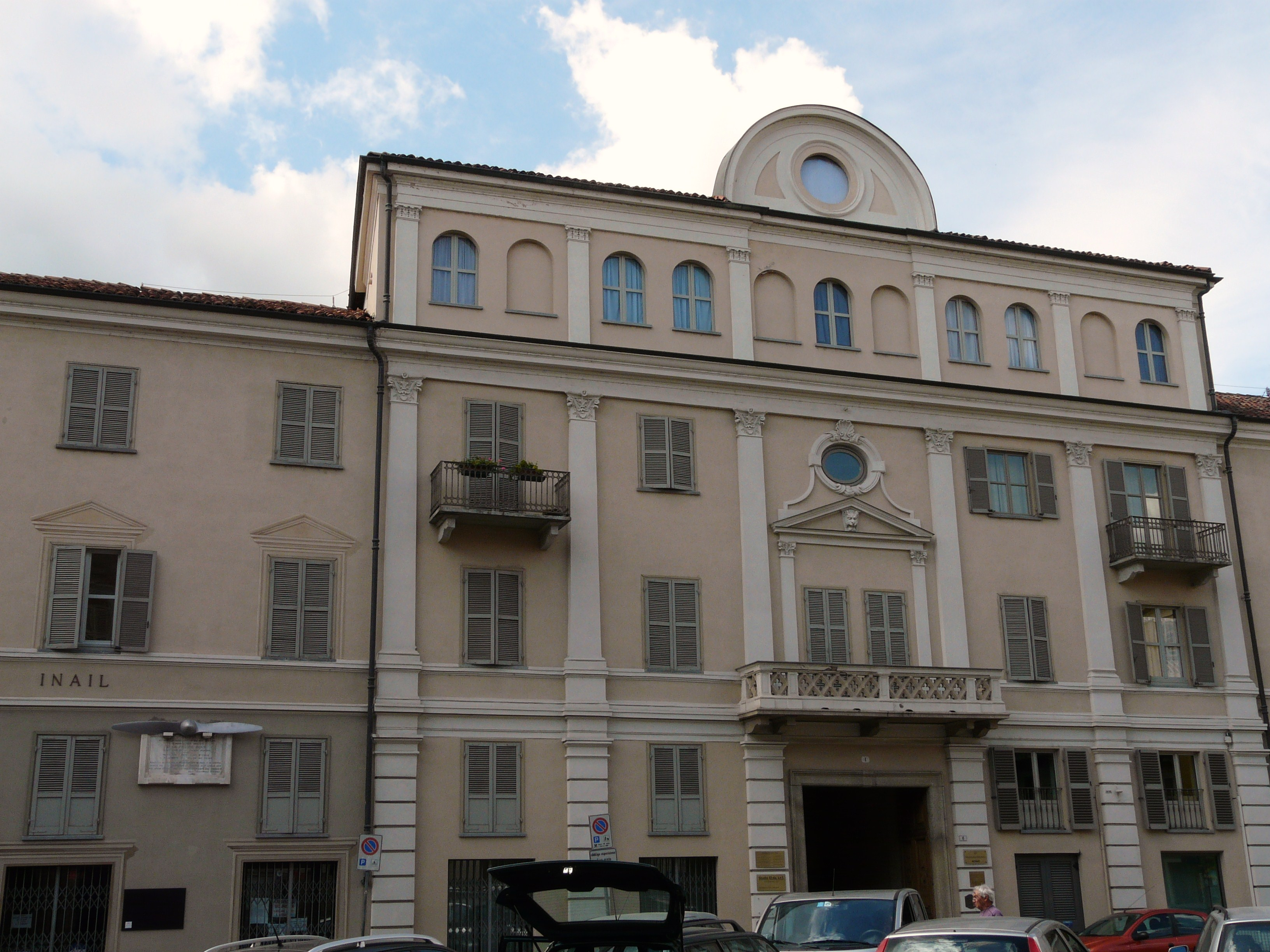
Palazzo De Benedetti
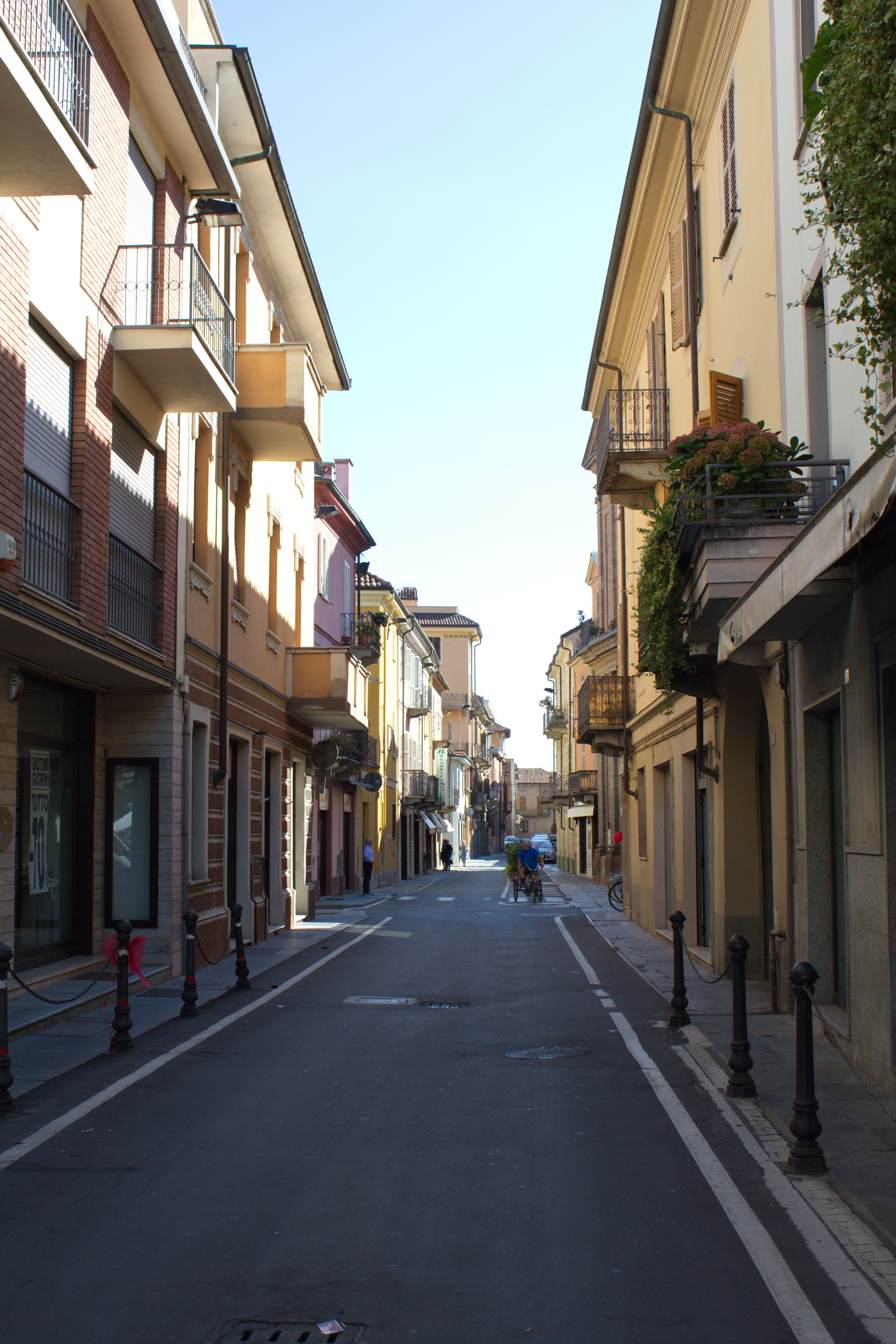
Via Pio Corsi
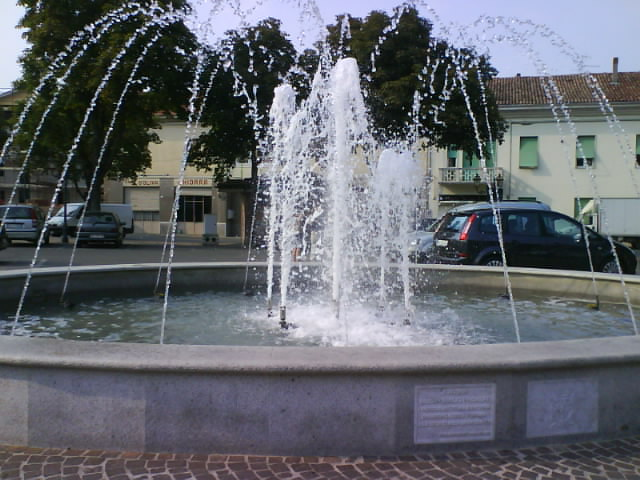
Fontana di Piazza XX Settembre
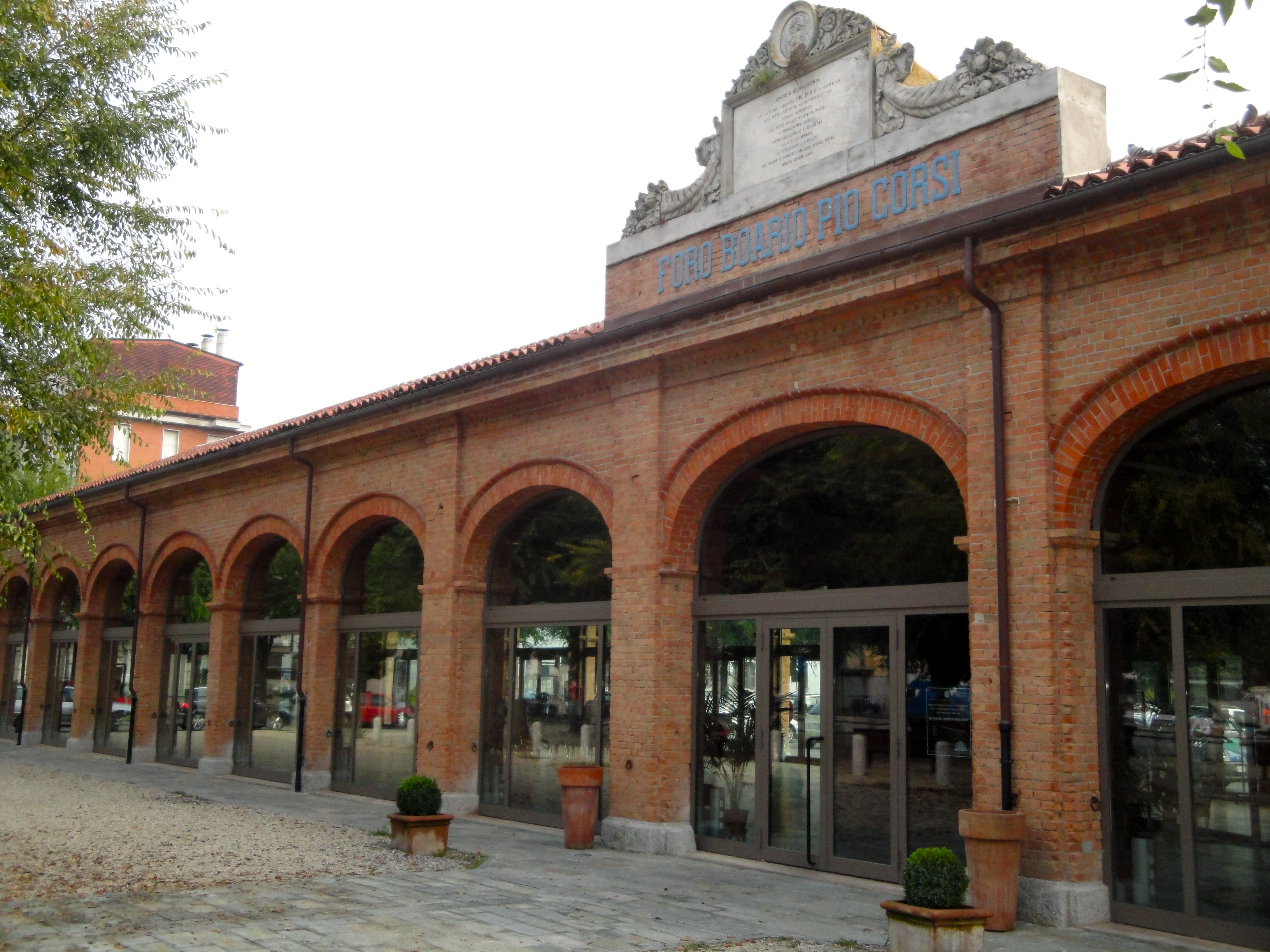
Foro Boario
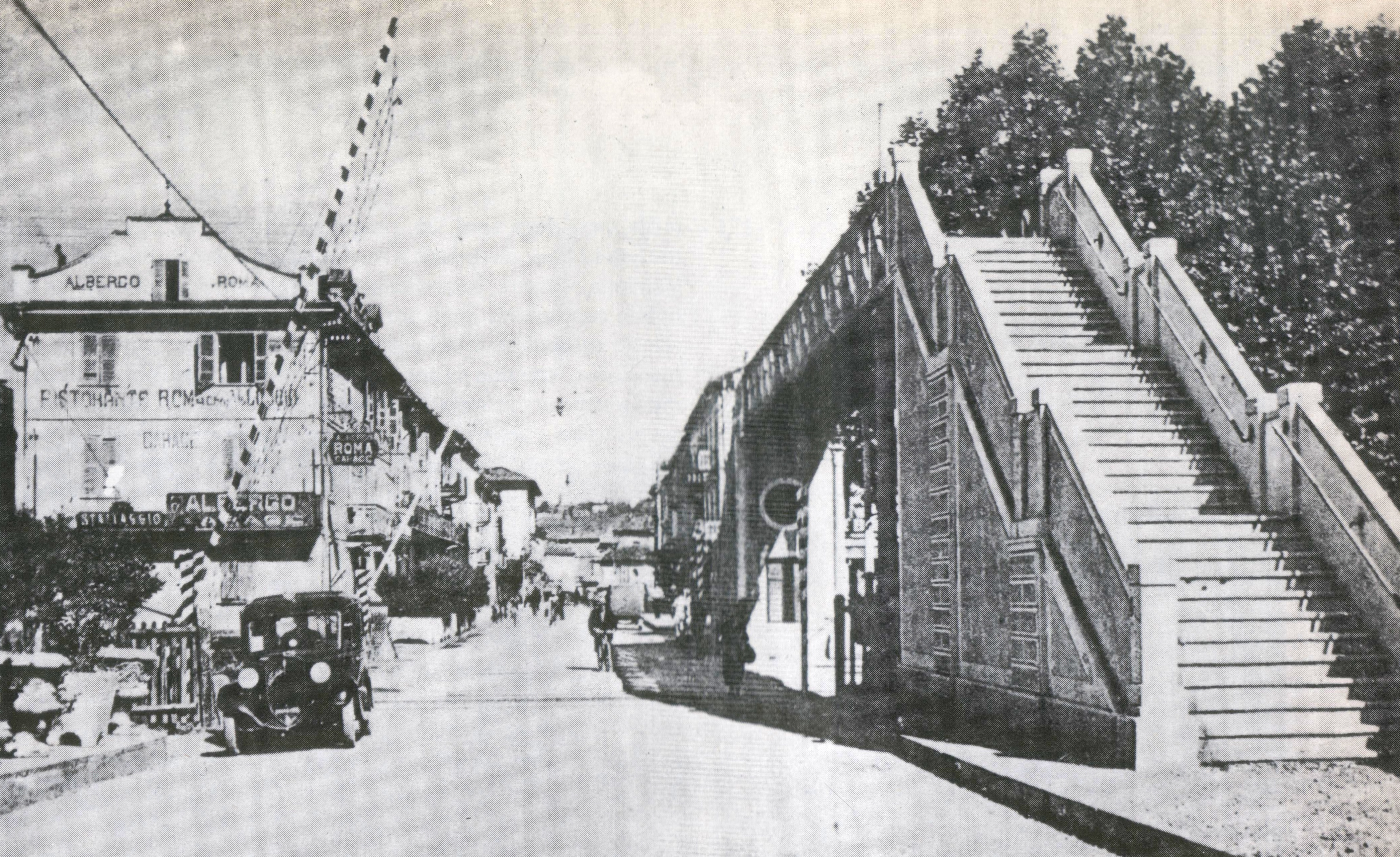
Immagine d'epoca anni '30 del passaggio a livello di Via Roma, nei pressi della stazione